# Llista d'asteroides (415001-416000)
Llista d'asteroides del 415.001 al 416.000, amb data de descoberta i descobridor. És un fragment de la llista d'asteroides completa. Als asteroides se'ls dona un número quan es confirma la seva òrbita, per tant apareixen llistats aproximadament segons la data de descobriment.

## 415001-415100
| Nom    | Designació provisional | Data de descobriment   | Lloc de descobriment | Descobridor/s          |
| ------ | ---------------------- | ---------------------- | -------------------- | ---------------------- |
| 415001 | 2011 FS60              | 8 de març de 2005      | Mount Lemmon         | Mt. Lemmon Survey      |
| 415002 | 2011 FN63              | 18 de novembre de 2009 | Kitt Peak            | Spacewatch             |
| 415003 | 2011 FP89              | 2 d'abril de 2006      | Kitt Peak            | Spacewatch             |
| 415004 | 2011 FC102             | 19 d'abril de 2007     | Mount Lemmon         | Mt. Lemmon Survey      |
| 415005 | 2011 FM105             | 1 de desembre de 2005  | Socorro              | LINEAR                 |
| 415006 | 2011 FS147             | 26 d'abril de 2006     | Anderson Mesa        | LONEOS                 |
| 415007 | 2011 GW20              | 30 de novembre de 2008 | Mount Lemmon         | Mt. Lemmon Survey      |
| 415008 | 2011 GS58              | 2 d'abril de 2006      | Kitt Peak            | Spacewatch             |
| 415009 | 2011 GE67              | 15 de març de 2010     | WISE                 | WISE                   |
| 415010 | 2011 HF22              | 6 d'octubre de 2008    | Kitt Peak            | Spacewatch             |
| 415011 | 2011 HL34              | 23 de setembre de 2008 | Kitt Peak            | Spacewatch             |
| 415012 | 2011 HR36              | 24 de setembre de 2008 | Mount Lemmon         | Mt. Lemmon Survey      |
| 415013 | 2011 HV64              | 24 de novembre de 2003 | Kitt Peak            | Spacewatch             |
| 415014 | 2011 HD66              | 23 d'octubre de 2008   | Kitt Peak            | Spacewatch             |
| 415015 | 2011 HR85              | 23 d'octubre de 2003   | Kitt Peak            | Spacewatch             |
| 415016 | 2011 HT88              | 7 d'octubre de 2008    | Mount Lemmon         | Mt. Lemmon Survey      |
| 415017 | 2011 HS93              | 26 d'abril de 2011     | Kitt Peak            | Spacewatch             |
| 415018 | 2011 HC98              | 21 de novembre de 2003 | Kitt Peak            | Spacewatch             |
| 415019 | 2011 HJ102             | 23 d'agost de 2007     | Kitt Peak            | Spacewatch             |
| 415020 | 2011 JO2               | 31 de desembre de 2008 | Mount Lemmon         | Mt. Lemmon Survey      |
| 415021 | 2011 JJ16              | 4 de març de 2005      | Catalina             | CSS                    |
| 415022 | 2011 MP10              | 26 de juny de 2011     | Mount Lemmon         | Mt. Lemmon Survey      |
| 415023 | 2011 NC2               | 27 de gener de 2006    | Kitt Peak            | Spacewatch             |
| 415024 | 2011 QS51              | 19 de novembre de 2000 | Socorro              | LINEAR                 |
| 415025 | 2011 QJ80              | 25 de juliol de 2008   | Mount Lemmon         | Mt. Lemmon Survey      |
| 415026 | 2011 QT85              | 28 de març de 2008     | Mount Lemmon         | Mt. Lemmon Survey      |
| 415027 | 2011 SG5               | 18 de setembre de 2011 | Catalina             | CSS                    |
| 415028 | 2011 SF187             | 9 de març de 2007      | Kitt Peak            | Spacewatch             |
| 415029 | 2011 UL21              | 17 d'octubre de 2011   | Catalina             | CSS                    |
| 415030 | 2011 UA354             | 29 de setembre de 2011 | Mount Lemmon         | Mt. Lemmon Survey      |
| 415031 | 2011 WC13              | 27 de febrer de 2010   | WISE                 | WISE                   |
| 415032 | 2011 WK75              | 25 de desembre de 2005 | Kitt Peak            | Spacewatch             |
| 415033 | 2011 WT77              | 5 de març de 2006      | Kitt Peak            | Spacewatch             |
| 415034 | 2011 WB141             | 30 de desembre de 2008 | Kitt Peak            | Spacewatch             |
| 415035 | 2011 YT4               | 19 d'octubre de 2007   | Catalina             | CSS                    |
| 415036 | 2011 YB24              | 27 de novembre de 2011 | Mount Lemmon         | Mt. Lemmon Survey      |
| 415037 | 2011 YV32              | 4 d'octubre de 2004    | Kitt Peak            | Spacewatch             |
| 415038 | 2011 YB42              | 8 d'octubre de 2004    | Kitt Peak            | Spacewatch             |
| 415039 | 2011 YN45              | 12 d'abril de 2005     | Mount Lemmon         | Mt. Lemmon Survey      |
| 415040 | 2011 YO45              | 16 de desembre de 2007 | Kitt Peak            | Spacewatch             |
| 415041 | 2011 YL48              | 14 de novembre de 2007 | Mount Lemmon         | Mt. Lemmon Survey      |
| 415042 | 2011 YY58              | 12 d'octubre de 2007   | Kitt Peak            | Spacewatch             |
| 415043 | 2011 YC59              | 16 de novembre de 2007 | Mount Lemmon         | Mt. Lemmon Survey      |
| 415044 | 2011 YG61              | 13 de desembre de 2004 | Kitt Peak            | Spacewatch             |
| 415045 | 2011 YQ66              | 3 de novembre de 2007  | Mount Lemmon         | Mt. Lemmon Survey      |
| 415046 | 2011 YO67              | 9 de febrer de 2005    | Anderson Mesa        | LONEOS                 |
| 415047 | 2011 YP73              | 14 d'octubre de 2007   | Mount Lemmon         | Mt. Lemmon Survey      |
| 415048 | 2011 YC74              | 8 d'octubre de 2004    | Kitt Peak            | Spacewatch             |
| 415049 | 2011 YA79              | 7 d'octubre de 2004    | Kitt Peak            | Spacewatch             |
| 415050 | 2012 AK2               | 11 de novembre de 2004 | Kitt Peak            | Spacewatch             |
| 415051 | 2012 AX5               | 23 d'octubre de 2003   | Kitt Peak            | Spacewatch             |
| 415052 | 2012 AW6               | 7 de novembre de 2007  | Kitt Peak            | Spacewatch             |
| 415053 | 2012 AR12              | 22 de desembre de 2004 | Catalina             | CSS                    |
| 415054 | 2012 AE24              | 30 de desembre de 2011 | Kitt Peak            | Spacewatch             |
| 415055 | 2012 BC                | 8 de maig de 2005      | Mount Lemmon         | Mt. Lemmon Survey      |
| 415056 | 2012 BC10              | 11 de març de 1997     | Kitt Peak            | Spacewatch             |
| 415057 | 2012 BV11              | 18 de desembre de 2004 | Mount Lemmon         | Mt. Lemmon Survey      |
| 415058 | 2012 BH19              | 3 d'octubre de 2006    | Mount Lemmon         | Mt. Lemmon Survey      |
| 415059 | 2012 BP22              | 23 de març de 2009     | XuYi                 | PMO NEO Survey Program |
| 415060 | 2012 BH26              | 6 de gener de 2005     | Catalina             | CSS                    |
| 415061 | 2012 BW27              | 18 de desembre de 2007 | Kitt Peak            | Spacewatch             |
| 415062 | 2012 BM44              | 20 de novembre de 2003 | Socorro              | LINEAR                 |
| 415063 | 2012 BO44              | 12 d'octubre de 2007   | Kitt Peak            | Spacewatch             |
| 415064 | 2012 BD51              | 20 d'agost de 2010     | XuYi                 | PMO NEO Survey Program |
| 415065 | 2012 BH53              | 11 de gener de 2008    | Mount Lemmon         | Mt. Lemmon Survey      |
| 415066 | 2012 BV54              | 4 de desembre de 2007  | Kitt Peak            | Spacewatch             |
| 415067 | 2012 BE55              | 3 de novembre de 2007  | Mount Lemmon         | Mt. Lemmon Survey      |
| 415068 | 2012 BL56              | 4 d'abril de 2005      | Catalina             | CSS                    |
| 415069 | 2012 BZ56              | 28 de setembre de 2003 | Kitt Peak            | Spacewatch             |
| 415070 | 2012 BS59              | 20 de novembre de 2003 | Socorro              | LINEAR                 |
| 415071 | 2012 BU62              | 30 de novembre de 2003 | Kitt Peak            | Spacewatch             |
| 415072 | 2012 BJ65              | 15 d'octubre de 2007   | Mount Lemmon         | Mt. Lemmon Survey      |
| 415073 | 2012 BZ67              | 4 de gener de 2012     | Mount Lemmon         | Mt. Lemmon Survey      |
| 415074 | 2012 BF70              | 10 de gener de 2008    | Mount Lemmon         | Mt. Lemmon Survey      |
| 415075 | 2012 BS72              | 19 de novembre de 2004 | Catalina             | CSS                    |
| 415076 | 2012 BR80              | 13 de setembre de 2007 | Mount Lemmon         | Mt. Lemmon Survey      |
| 415077 | 2012 BQ82              | 18 de desembre de 2004 | Mount Lemmon         | Mt. Lemmon Survey      |
| 415078 | 2012 BN88              | 28 de setembre de 2006 | Mount Lemmon         | Mt. Lemmon Survey      |
| 415079 | 2012 BH93              | 26 de març de 2009     | Mount Lemmon         | Mt. Lemmon Survey      |
| 415080 | 2012 BN98              | 10 de març de 2005     | Mount Lemmon         | Mt. Lemmon Survey      |
| 415081 | 2012 BX99              | 31 de desembre de 2000 | Kitt Peak            | Spacewatch             |
| 415082 | 2012 BW109             | 7 d'abril de 2005      | Anderson Mesa        | LONEOS                 |
| 415083 | 2012 BH110             | 2 de febrer de 2008    | Kitt Peak            | Spacewatch             |
| 415084 | 2012 BO111             | 15 de desembre de 2003 | Kitt Peak            | Spacewatch             |
| 415085 | 2012 BZ111             | 4 de desembre de 2007  | Mount Lemmon         | Mt. Lemmon Survey      |
| 415086 | 2012 BT112             | 9 de novembre de 2007  | Kitt Peak            | Spacewatch             |
| 415087 | 2012 BD113             | 1 de març de 2008      | Kitt Peak            | Spacewatch             |
| 415088 | 2012 BF120             | 14 d'octubre de 2007   | Mount Lemmon         | Mt. Lemmon Survey      |
| 415089 | 2012 BR124             | 20 de gener de 2012    | Kitt Peak            | Spacewatch             |
| 415090 | 2012 BM127             | 11 de març de 2005     | Mount Lemmon         | Mt. Lemmon Survey      |
| 415091 | 2012 BG130             | 4 de novembre de 2007  | Kitt Peak            | Spacewatch             |
| 415092 | 2012 BY134             | 20 d'octubre de 2007   | Mount Lemmon         | Mt. Lemmon Survey      |
| 415093 | 2012 BW140             | 18 de gener de 2012    | Kitt Peak            | Spacewatch             |
| 415094 | 2012 BR148             | 12 de desembre de 2006 | Kitt Peak            | Spacewatch             |
| 415095 | 2012 BN151             | 7 de gener de 2005     | Kitt Peak            | Spacewatch             |
| 415096 | 2012 BY151             | 10 de març de 2005     | Anderson Mesa        | LONEOS                 |
| 415097 | 2012 BG152             | 11 de setembre de 2010 | Catalina             | CSS                    |
| 415098 | 2012 CR6               | 4 de desembre de 2007  | Kitt Peak            | Spacewatch             |
| 415099 | 2012 CT8               | 23 d'octubre de 2007   | Kitt Peak            | Spacewatch             |
| 415100 | 2012 CC13              | 15 de novembre de 2007 | Mount Lemmon         | Mt. Lemmon Survey      |

## 415101-415200
| Nom    | Designació provisional | Data de descobriment   | Lloc de descobriment | Descobridor/s     |
| ------ | ---------------------- | ---------------------- | -------------------- | ----------------- |
| 415101 | 2012 CF13              | 2 de febrer de 2008    | Mount Lemmon         | Mt. Lemmon Survey |
| 415102 | 2012 CD15              | 21 de gener de 2012    | Kitt Peak            | Spacewatch        |
| 415103 | 2012 CT15              | 21 d'octubre de 2007   | Mount Lemmon         | Mt. Lemmon Survey |
| 415104 | 2012 CU20              | 13 de novembre de 2010 | Mount Lemmon         | Mt. Lemmon Survey |
| 415105 | 2012 CF23              | 19 de gener de 2008    | Mount Lemmon         | Mt. Lemmon Survey |
| 415106 | 2012 CP30              | 23 de setembre de 2006 | Kitt Peak            | Spacewatch        |
| 415107 | 2012 CG34              | 4 de gener de 2012     | Mount Lemmon         | Mt. Lemmon Survey |
| 415108 | 2012 CK34              | 11 de desembre de 2004 | Socorro              | LINEAR            |
| 415109 | 2012 CR35              | 4 de desembre de 2007  | Mount Lemmon         | Mt. Lemmon Survey |
| 415110 | 2012 CS41              | 27 de gener de 2012    | Kitt Peak            | Spacewatch        |
| 415111 | 2012 CY47              | 1 de març de 2005      | Kitt Peak            | Spacewatch        |
| 415112 | 2012 CZ47              | 18 de desembre de 2007 | Mount Lemmon         | Mt. Lemmon Survey |
| 415113 | 2012 CV50              | 10 de març de 2005     | Mount Lemmon         | Mt. Lemmon Survey |
| 415114 | 2012 CB52              | 18 d'octubre de 2003   | Kitt Peak            | Spacewatch        |
| 415115 | 2012 CG56              | 8 de novembre de 2007  | Kitt Peak            | Spacewatch        |
| 415116 | 2012 CY56              | 4 de novembre de 2004  | Kitt Peak            | Spacewatch        |
| 415117 | 2012 DC1               | 30 d'octubre de 2010   | Mount Lemmon         | Mt. Lemmon Survey |
| 415118 | 2012 DG13              | 2 de novembre de 2007  | Kitt Peak            | Spacewatch        |
| 415119 | 2012 DJ15              | 27 de febrer de 2006   | Catalina             | CSS               |
| 415120 | 2012 DH18              | 8 de març de 2005      | Mount Lemmon         | Mt. Lemmon Survey |
| 415121 | 2012 DG19              | 26 de març de 2008     | Kitt Peak            | Spacewatch        |
| 415122 | 2012 DE22              | 28 de novembre de 1999 | Kitt Peak            | Spacewatch        |
| 415123 | 2012 DH27              | 17 de setembre de 2006 | Kitt Peak            | Spacewatch        |
| 415124 | 2012 DX29              | 29 d'abril de 2008     | Mount Lemmon         | Mt. Lemmon Survey |
| 415125 | 2012 DN32              | 21 de febrer de 2007   | Kitt Peak            | Spacewatch        |
| 415126 | 2012 DG35              | 21 de setembre de 2003 | Kitt Peak            | Spacewatch        |
| 415127 | 2012 DH35              | 3 d'abril de 2008      | Kitt Peak            | Spacewatch        |
| 415128 | 2012 DM36              | 12 de març de 2007     | Kitt Peak            | Spacewatch        |
| 415129 | 2012 DS36              | 1 de novembre de 2006  | Kitt Peak            | Spacewatch        |
| 415130 | 2012 DA38              | 28 de setembre de 2009 | Mount Lemmon         | Mt. Lemmon Survey |
| 415131 | 2012 DP38              | 1 de març de 2008      | Kitt Peak            | Spacewatch        |
| 415132 | 2012 DS38              | 19 d'abril de 1994     | Kitt Peak            | Spacewatch        |
| 415133 | 2012 DY39              | 5 de maig de 2008      | Mount Lemmon         | Mt. Lemmon Survey |
| 415134 | 2012 DJ46              | 14 d'abril de 2008     | Kitt Peak            | Spacewatch        |
| 415135 | 2012 DO54              | 3 de setembre de 2007  | Catalina             | CSS               |
| 415136 | 2012 DG55              | 1 de desembre de 2003  | Kitt Peak            | Spacewatch        |
| 415137 | 2012 DY57              | 15 d'abril de 2008     | Kitt Peak            | Spacewatch        |
| 415138 | 2012 DE59              | 23 d'octubre de 2003   | Anderson Mesa        | LONEOS            |
| 415139 | 2012 DM61              | 17 de gener de 2008    | Mount Lemmon         | Mt. Lemmon Survey |
| 415140 | 2012 DV61              | 15 d'octubre de 2009   | Mount Lemmon         | Mt. Lemmon Survey |
| 415141 | 2012 DF65              | 6 de novembre de 2010  | Mount Lemmon         | Mt. Lemmon Survey |
| 415142 | 2012 DY76              | 10 de gener de 2007    | Mount Lemmon         | Mt. Lemmon Survey |
| 415143 | 2012 DC82              | 18 de desembre de 2007 | Kitt Peak            | Spacewatch        |
| 415144 | 2012 DC86              | 27 d'agost de 2006     | Kitt Peak            | Spacewatch        |
| 415145 | 2012 DS93              | 28 d'abril de 2008     | Mount Lemmon         | Mt. Lemmon Survey |
| 415146 | 2012 DM95              | 1 de febrer de 2012    | Kitt Peak            | Spacewatch        |
| 415147 | 2012 EV3               | 13 d'octubre de 2006   | Kitt Peak            | Spacewatch        |
| 415148 | 2012 EJ17              | 9 d'abril de 2007      | Kitt Peak            | Spacewatch        |
| 415149 | 2012 FN2               | 10 de març de 2005     | Mount Lemmon         | Mt. Lemmon Survey |
| 415150 | 2012 FR2               | 12 de desembre de 2006 | Kitt Peak            | Spacewatch        |
| 415151 | 2012 FS8               | 1 d'octubre de 2005    | Catalina             | CSS               |
| 415152 | 2012 FU18              | 23 d'octubre de 2009   | Mount Lemmon         | Mt. Lemmon Survey |
| 415153 | 2012 FE19              | 1 de novembre de 2005  | Kitt Peak            | Spacewatch        |
| 415154 | 2012 FK25              | 23 de setembre de 2005 | Kitt Peak            | Spacewatch        |
| 415155 | 2012 FP25              | 6 d'abril de 2008      | Kitt Peak            | Spacewatch        |
| 415156 | 2012 FQ25              | 1 de febrer de 2012    | Mount Lemmon         | Mt. Lemmon Survey |
| 415157 | 2012 FE26              | 19 de febrer de 2007   | Mount Lemmon         | Mt. Lemmon Survey |
| 415158 | 2012 FL28              | 30 d'octubre de 2005   | Kitt Peak            | Spacewatch        |
| 415159 | 2012 FD32              | 6 de març de 2003      | Anderson Mesa        | LONEOS            |
| 415160 | 2012 FB35              | 1 d'octubre de 2005    | Mount Lemmon         | Mt. Lemmon Survey |
| 415161 | 2012 FS36              | 25 de desembre de 2010 | Mount Lemmon         | Mt. Lemmon Survey |
| 415162 | 2012 FR38              | 11 de febrer de 2008   | Mount Lemmon         | Mt. Lemmon Survey |
| 415163 | 2012 FX38              | 6 de novembre de 2010  | Kitt Peak            | Spacewatch        |
| 415164 | 2012 FB44              | 10 d'octubre de 1993   | Kitt Peak            | Spacewatch        |
| 415165 | 2012 FD45              | 16 de febrer de 2001   | Kitt Peak            | Spacewatch        |
| 415166 | 2012 FJ50              | 19 de desembre de 2003 | Kitt Peak            | Spacewatch        |
| 415167 | 2012 FF52              | 1 d'octubre de 2005    | Kitt Peak            | Spacewatch        |
| 415168 | 2012 FV52              | 2 de febrer de 2006    | Kitt Peak            | Spacewatch        |
| 415169 | 2012 FW53              | 3 de gener de 2011     | Mount Lemmon         | Mt. Lemmon Survey |
| 415170 | 2012 FD61              | 13 de desembre de 1999 | Kitt Peak            | Spacewatch        |
| 415171 | 2012 FW67              | 18 de gener de 2008    | Mount Lemmon         | Mt. Lemmon Survey |
| 415172 | 2012 FL68              | 2 d'octubre de 2010    | Kitt Peak            | Spacewatch        |
| 415173 | 2012 FS70              | 12 de març de 2007     | Catalina             | CSS               |
| 415174 | 2012 FX70              | 30 de setembre de 2005 | Mount Lemmon         | Mt. Lemmon Survey |
| 415175 | 2012 FC72              | 15 de març de 2008     | Mount Lemmon         | Mt. Lemmon Survey |
| 415176 | 2012 FE72              | 11 d'octubre de 2005   | Kitt Peak            | Spacewatch        |
| 415177 | 2012 FZ72              | 19 de desembre de 2003 | Kitt Peak            | Spacewatch        |
| 415178 | 2012 FG75              | 10 de febrer de 2008   | Mount Lemmon         | Mt. Lemmon Survey |
| 415179 | 2012 FM76              | 18 de setembre de 2003 | Kitt Peak            | Spacewatch        |
| 415180 | 2012 FY77              | 9 de febrer de 2007    | Catalina             | CSS               |
| 415181 | 2012 FF78              | 17 de febrer de 2010   | WISE                 | WISE              |
| 415182 | 2012 GA                | 29 de setembre de 2005 | Mount Lemmon         | Mt. Lemmon Survey |
| 415183 | 2012 GR4               | 5 de gener de 2003     | Socorro              | LINEAR            |
| 415184 | 2012 GZ8               | 12 de març de 2007     | Kitt Peak            | Spacewatch        |
| 415185 | 2012 GT9               | 13 de novembre de 2010 | Mount Lemmon         | Mt. Lemmon Survey |
| 415186 | 2012 GP10              | 26 de setembre de 2008 | Mount Lemmon         | Mt. Lemmon Survey |
| 415187 | 2012 GE11              | 13 de febrer de 2008   | Mount Lemmon         | Mt. Lemmon Survey |
| 415188 | 2012 GZ12              | 27 de setembre de 2009 | Kitt Peak            | Spacewatch        |
| 415189 | 2012 GB14              | 6 d'abril de 2008      | Kitt Peak            | Spacewatch        |
| 415190 | 2012 GX15              | 19 d'octubre de 2003   | Kitt Peak            | Spacewatch        |
| 415191 | 2012 GO20              | 10 de novembre de 2005 | Mount Lemmon         | Mt. Lemmon Survey |
| 415192 | 2012 GG24              | 28 de maig de 2008     | Kitt Peak            | Spacewatch        |
| 415193 | 2012 GQ24              | 15 de novembre de 2010 | Catalina             | CSS               |
| 415194 | 2012 GS24              | 26 de setembre de 2006 | Kitt Peak            | Spacewatch        |
| 415195 | 2012 GL25              | 28 d'octubre de 2005   | Kitt Peak            | Spacewatch        |
| 415196 | 2012 GO25              | 6 de novembre de 2005  | Mount Lemmon         | Mt. Lemmon Survey |
| 415197 | 2012 GY34              | 17 de març de 2012     | Kitt Peak            | Spacewatch        |
| 415198 | 2012 GU35              | 28 de març de 2012     | Kitt Peak            | Spacewatch        |
| 415199 | 2012 GM39              | 22 de febrer de 2006   | Catalina             | CSS               |
| 415200 | 2012 GS39              | 30 de gener de 2012    | Mount Lemmon         | Mt. Lemmon Survey |

## 415201-415300
| Nom    | Designació provisional | Data de descobriment   | Lloc de descobriment | Descobridor/s     |
| ------ | ---------------------- | ---------------------- | -------------------- | ----------------- |
| 415201 | 2012 HW                | 14 de novembre de 2010 | Kitt Peak            | Spacewatch        |
| 415202 | 2012 HH11              | 11 d'abril de 2003     | Kitt Peak            | Spacewatch        |
| 415203 | 2012 HT12              | 4 de gener de 2010     | Kitt Peak            | Spacewatch        |
| 415204 | 2012 HZ14              | 27 de gener de 2010    | WISE                 | WISE              |
| 415205 | 2012 HG17              | 18 d'abril de 2012     | Kitt Peak            | Spacewatch        |
| 415206 | 2012 HU18              | 10 de febrer de 2007   | Catalina             | CSS               |
| 415207 | 2012 HP29              | 21 de setembre de 2009 | Kitt Peak            | Spacewatch        |
| 415208 | 2012 HA32              | 17 de novembre de 2006 | Mount Lemmon         | Mt. Lemmon Survey |
| 415209 | 2012 HC35              | 10 de novembre de 2004 | Kitt Peak            | Spacewatch        |
| 415210 | 2012 HW38              | 1 d'octubre de 2003    | Kitt Peak            | Spacewatch        |
| 415211 | 2012 HJ39              | 10 d'octubre de 2008   | Mount Lemmon         | Mt. Lemmon Survey |
| 415212 | 2012 HV40              | 22 de febrer de 2007   | Catalina             | CSS               |
| 415213 | 2012 HX43              | 14 de març de 2012     | Mount Lemmon         | Mt. Lemmon Survey |
| 415214 | 2012 HQ44              | 1 d'octubre de 2005    | Mount Lemmon         | Mt. Lemmon Survey |
| 415215 | 2012 HV49              | 7 d'octubre de 2008    | Mount Lemmon         | Mt. Lemmon Survey |
| 415216 | 2012 HW49              | 27 de novembre de 2009 | Mount Lemmon         | Mt. Lemmon Survey |
| 415217 | 2012 HT54              | 6 de novembre de 2005  | Kitt Peak            | Spacewatch        |
| 415218 | 2012 HC56              | 1 d'abril de 2008      | Kitt Peak            | Spacewatch        |
| 415219 | 2012 HO60              | 20 d'octubre de 2003   | Kitt Peak            | Spacewatch        |
| 415220 | 2012 HE61              | 13 de març de 2007     | Mount Lemmon         | Mt. Lemmon Survey |
| 415221 | 2012 HT62              | 9 de març de 2007      | Kitt Peak            | Spacewatch        |
| 415222 | 2012 HL65              | 17 de setembre de 2009 | Mount Lemmon         | Mt. Lemmon Survey |
| 415223 | 2012 HN65              | 26 de setembre de 2005 | Kitt Peak            | Spacewatch        |
| 415224 | 2012 HH66              | 24 de novembre de 2003 | Anderson Mesa        | LONEOS            |
| 415225 | 2012 HP66              | 5 de maig de 2008      | Mount Lemmon         | Mt. Lemmon Survey |
| 415226 | 2012 HM67              | 17 de febrer de 2007   | Kitt Peak            | Spacewatch        |
| 415227 | 2012 HH68              | 22 de maig de 1998     | Kitt Peak            | Spacewatch        |
| 415228 | 2012 HS72              | 16 de novembre de 2006 | Kitt Peak            | Spacewatch        |
| 415229 | 2012 HM73              | 10 de novembre de 2009 | Kitt Peak            | Spacewatch        |
| 415230 | 2012 HT75              | 22 de febrer de 2007   | Catalina             | CSS               |
| 415231 | 2012 HY75              | 8 de desembre de 2010  | Mount Lemmon         | Mt. Lemmon Survey |
| 415232 | 2012 HS78              | 24 d'octubre de 2009   | Kitt Peak            | Spacewatch        |
| 415233 | 2012 HL79              | 8 d'octubre de 2008    | Catalina             | CSS               |
| 415234 | 2012 JB1               | 29 de setembre de 2008 | Catalina             | CSS               |
| 415235 | 2012 JZ3               | 3 de setembre de 2008  | Kitt Peak            | Spacewatch        |
| 415236 | 2012 JF9               | 27 d'octubre de 2005   | Kitt Peak            | Spacewatch        |
| 415237 | 2012 JV12              | 20 d'octubre de 2003   | Socorro              | LINEAR            |
| 415238 | 2012 JE13              | 20 d'octubre de 2003   | Kitt Peak            | Spacewatch        |
| 415239 | 2012 JW16              | 28 de setembre de 2003 | Anderson Mesa        | LONEOS            |
| 415240 | 2012 JQ19              | 27 de març de 2003     | Socorro              | LINEAR            |
| 415241 | 2012 JR20              | 22 de novembre de 2009 | Kitt Peak            | Spacewatch        |
| 415242 | 2012 JE23              | 29 de setembre de 2008 | Mount Lemmon         | Mt. Lemmon Survey |
| 415243 | 2012 JN25              | 9 de novembre de 2009  | Kitt Peak            | Spacewatch        |
| 415244 | 2012 JO33              | 30 de novembre de 2005 | Mount Lemmon         | Mt. Lemmon Survey |
| 415245 | 2012 JD39              | 12 d'octubre de 1999   | Kitt Peak            | Spacewatch        |
| 415246 | 2012 JD41              | 30 de novembre de 2003 | Kitt Peak            | Spacewatch        |
| 415247 | 2012 JH42              | 27 de desembre de 2005 | Mount Lemmon         | Mt. Lemmon Survey |
| 415248 | 2012 JM43              | 24 d'abril de 2001     | Kitt Peak            | Spacewatch        |
| 415249 | 2012 JV44              | 21 de novembre de 2009 | Kitt Peak            | Spacewatch        |
| 415250 | 2012 JX47              | 30 de novembre de 2003 | Kitt Peak            | Spacewatch        |
| 415251 | 2012 JB53              | 23 de febrer de 2011   | Kitt Peak            | Spacewatch        |
| 415252 | 2012 JC58              | 2 de febrer de 2006    | Kitt Peak            | Spacewatch        |
| 415253 | 2012 JB61              | 5 de novembre de 1999  | Kitt Peak            | Spacewatch        |
| 415254 | 2012 JB63              | 16 de gener de 2011    | Mount Lemmon         | Mt. Lemmon Survey |
| 415255 | 2012 KK19              | 4 de setembre de 2008  | Kitt Peak            | Spacewatch        |
| 415256 | 2012 KG22              | 14 de març de 2007     | Kitt Peak            | Spacewatch        |
| 415257 | 2012 KY22              | 19 de novembre de 2006 | Kitt Peak            | Spacewatch        |
| 415258 | 2012 KW23              | 25 de febrer de 2006   | Kitt Peak            | Spacewatch        |
| 415259 | 2012 KA26              | 29 de setembre de 2005 | Mount Lemmon         | Mt. Lemmon Survey |
| 415260 | 2012 KR28              | 20 d'abril de 2007     | Kitt Peak            | Spacewatch        |
| 415261 | 2012 KK30              | 24 de setembre de 2008 | Kitt Peak            | Spacewatch        |
| 415262 | 2012 KQ49              | 22 de setembre de 2008 | Kitt Peak            | Spacewatch        |
| 415263 | 2012 LT12              | 10 de març de 2011     | Mount Lemmon         | Mt. Lemmon Survey |
| 415264 | 2012 LM14              | 24 d'abril de 2012     | Mount Lemmon         | Mt. Lemmon Survey |
| 415265 | 2012 RB5               | 11 de març de 2008     | Kitt Peak            | Spacewatch        |
| 415266 | 2013 BA                | 21 de desembre de 2012 | Mount Lemmon         | Mt. Lemmon Survey |
| 415267 | 2013 BQ45              | 18 de gener de 2013    | Mount Lemmon         | Mt. Lemmon Survey |
| 415268 | 2013 CM89              | 26 de setembre de 2000 | Socorro              | LINEAR            |
| 415269 | 2013 CO165             | 14 de febrer de 2013   | Kitt Peak            | Spacewatch        |
| 415270 | 2013 CT170             | 29 de maig de 2000     | Kitt Peak            | Spacewatch        |
| 415271 | 2013 CA190             | 8 de gener de 2013     | Mount Lemmon         | Mt. Lemmon Survey |
| 415272 | 2013 EB8               | 11 de setembre de 2007 | Kitt Peak            | Spacewatch        |
| 415273 | 2013 EV14              | 14 de març de 2007     | Mount Lemmon         | Mt. Lemmon Survey |
| 415274 | 2013 EL45              | 6 d'abril de 2010      | Mount Lemmon         | Mt. Lemmon Survey |
| 415275 | 2013 EF58              | 7 d'octubre de 2004    | Kitt Peak            | Spacewatch        |
| 415276 | 2013 EJ110             | 10 de febrer de 2003   | Kitt Peak            | Spacewatch        |
| 415277 | 2013 EJ122             | 21 de juny de 2010     | Mount Lemmon         | Mt. Lemmon Survey |
| 415278 | 2013 EP123             | 24 de març de 2006     | Kitt Peak            | Spacewatch        |
| 415279 | 2013 FV7               | 24 d'octubre de 2007   | Mount Lemmon         | Mt. Lemmon Survey |
| 415280 | 2013 FY9               | 5 de setembre de 2010  | Mount Lemmon         | Mt. Lemmon Survey |
| 415281 | 2013 FA15              | 17 de febrer de 2007   | Kitt Peak            | Spacewatch        |
| 415282 | 2013 FK16              | 13 de setembre de 2007 | Mount Lemmon         | Mt. Lemmon Survey |
| 415283 | 2013 FU19              | 25 de desembre de 2005 | Kitt Peak            | Spacewatch        |
| 415284 | 2013 FS20              | 27 de març de 2003     | Kitt Peak            | Spacewatch        |
| 415285 | 2013 FN23              | 25 de març de 2006     | Mount Lemmon         | Mt. Lemmon Survey |
| 415286 | 2013 GX3               | 30 d'octubre de 2007   | Mount Lemmon         | Mt. Lemmon Survey |
| 415287 | 2013 GR8               | 20 de febrer de 2006   | Kitt Peak            | Spacewatch        |
| 415288 | 2013 GS8               | 1 de maig de 2009      | Mount Lemmon         | Mt. Lemmon Survey |
| 415289 | 2013 GK27              | 5 de març de 2013      | Kitt Peak            | Spacewatch        |
| 415290 | 2013 GF40              | 1 de febrer de 2009    | Kitt Peak            | Spacewatch        |
| 415291 | 2013 GG44              | 3 de setembre de 2007  | Catalina             | CSS               |
| 415292 | 2013 GL44              | 21 de setembre de 2000 | Anderson Mesa        | LONEOS            |
| 415293 | 2013 GV47              | 4 de maig de 2009      | Mount Lemmon         | Mt. Lemmon Survey |
| 415294 | 2013 GY53              | 3 de maig de 2006      | Kitt Peak            | Spacewatch        |
| 415295 | 2013 GW63              | 11 d'octubre de 2007   | Mount Lemmon         | Mt. Lemmon Survey |
| 415296 | 2013 GG68              | 9 de març de 2005      | Catalina             | CSS               |
| 415297 | 2013 GB70              | 17 de gener de 2005    | Kitt Peak            | Spacewatch        |
| 415298 | 2013 GH72              | 17 d'octubre de 2001   | Kitt Peak            | Spacewatch        |
| 415299 | 2013 GE79              | 16 d'abril de 2005     | Kitt Peak            | Spacewatch        |
| 415300 | 2013 GD81              | 23 de març de 1995     | Kitt Peak            | Spacewatch        |

## 415301-415400
| Nom    | Designació provisional | Data de descobriment   | Lloc de descobriment | Descobridor/s        |
| ------ | ---------------------- | ---------------------- | -------------------- | -------------------- |
| 415301 | 2013 GS81              | 16 de març de 2013     | Mount Lemmon         | Mt. Lemmon Survey    |
| 415302 | 2013 GX83              | 4 de febrer de 2005    | Mount Lemmon         | Mt. Lemmon Survey    |
| 415303 | 2013 GX85              | 17 de gener de 2009    | Kitt Peak            | Spacewatch           |
| 415304 | 2013 GH89              | 3 de març de 2009      | Mount Lemmon         | Mt. Lemmon Survey    |
| 415305 | 2013 GT92              | 28 de novembre de 2005 | Mount Lemmon         | Mt. Lemmon Survey    |
| 415306 | 2013 GJ99              | 14 de març de 2005     | Mount Lemmon         | Mt. Lemmon Survey    |
| 415307 | 2013 GT104             | 19 de novembre de 2007 | Kitt Peak            | Spacewatch           |
| 415308 | 2013 GA109             | 9 d'octubre de 2010    | Kitt Peak            | Spacewatch           |
| 415309 | 2013 GF120             | 16 de setembre de 2003 | Kitt Peak            | Spacewatch           |
| 415310 | 2013 GM120             | 2 d'octubre de 2010    | Mount Lemmon         | Mt. Lemmon Survey    |
| 415311 | 2013 GU127             | 20 d'abril de 2006     | Kitt Peak            | Spacewatch           |
| 415312 | 2013 GV130             | 19 d'octubre de 2010   | Mount Lemmon         | Mt. Lemmon Survey    |
| 415313 | 2013 HD1               | 13 de juny de 2004     | Kitt Peak            | Spacewatch           |
| 415314 | 2013 HZ6               | 19 de gener de 2004    | Kitt Peak            | Spacewatch           |
| 415315 | 2013 HP12              | 21 d'abril de 2006     | Kitt Peak            | Spacewatch           |
| 415316 | 2013 HC13              | 5 de desembre de 2007  | Mount Lemmon         | Mt. Lemmon Survey    |
| 415317 | 2013 HP14              | 11 de juny de 2004     | Socorro              | LINEAR               |
| 415318 | 2013 HS14              | 1 de novembre de 2006  | Mount Lemmon         | Mt. Lemmon Survey    |
| 415319 | 2013 HZ14              | 10 de desembre de 1998 | Kitt Peak            | Spacewatch           |
| 415320 | 2013 HW15              | 9 de març de 2005      | Kitt Peak            | Spacewatch           |
| 415321 | 2013 HZ15              | 28 de novembre de 1999 | Kitt Peak            | Spacewatch           |
| 415322 | 2013 HF17              | 14 de gener de 2002    | Kitt Peak            | Spacewatch           |
| 415323 | 2013 HG17              | 11 de març de 2008     | Mount Lemmon         | Mt. Lemmon Survey    |
| 415324 | 2013 HB19              | 25 d'abril de 2000     | Anderson Mesa        | LONEOS               |
| 415325 | 2013 HO21              | 31 de maig de 2006     | Mount Lemmon         | Mt. Lemmon Survey    |
| 415326 | 2013 HD22              | 19 de setembre de 2003 | Kitt Peak            | Spacewatch           |
| 415327 | 2013 HA24              | 15 d'octubre de 2007   | Kitt Peak            | Spacewatch           |
| 415328 | 2013 HC40              | 20 de novembre de 2004 | Kitt Peak            | Spacewatch           |
| 415329 | 2013 HW42              | 18 de setembre de 2003 | Kitt Peak            | Spacewatch           |
| 415330 | 2013 HS53              | 18 de setembre de 2003 | Kitt Peak            | Spacewatch           |
| 415331 | 2013 HC54              | 10 de maig de 2002     | Kitt Peak            | Spacewatch           |
| 415332 | 2013 HN55              | 5 d'octubre de 2004    | Kitt Peak            | Spacewatch           |
| 415333 | 2013 HX57              | 30 de setembre de 2003 | Kitt Peak            | Spacewatch           |
| 415334 | 2013 HQ68              | 4 d'octubre de 2006    | Mount Lemmon         | Mt. Lemmon Survey    |
| 415335 | 2013 HT70              | 6 de gener de 2006     | Kitt Peak            | Spacewatch           |
| 415336 | 2013 HP77              | 21 d'octubre de 2007   | Mount Lemmon         | Mt. Lemmon Survey    |
| 415337 | 2013 HA109             | 22 de març de 2009     | Mount Lemmon         | Mt. Lemmon Survey    |
| 415338 | 2013 HW110             | 7 d'octubre de 2007    | Catalina             | CSS                  |
| 415339 | 2013 HV119             | 16 de novembre de 2003 | Catalina             | CSS                  |
| 415340 | 2013 HR125             | 14 de maig de 2005     | Mount Lemmon         | Mt. Lemmon Survey    |
| 415341 | 2013 JP                | 14 d'abril de 2010     | Catalina             | CSS                  |
| 415342 | 2013 JU                | 27 d'abril de 2000     | Anderson Mesa        | LONEOS               |
| 415343 | 2013 JE3               | 20 de gener de 2006    | Kitt Peak            | Spacewatch           |
| 415344 | 2013 JL4               | 28 d'octubre de 2005   | Kitt Peak            | Spacewatch           |
| 415345 | 2013 JJ21              | 19 de febrer de 2009   | Catalina             | CSS                  |
| 415346 | 2013 JU24              | 28 de setembre de 2003 | Kitt Peak            | Spacewatch           |
| 415347 | 2013 JX24              | 26 de març de 2006     | Kitt Peak            | Spacewatch           |
| 415348 | 2013 JS33              | 1 de novembre de 2010  | Kitt Peak            | Spacewatch           |
| 415349 | 2013 JN36              | 3 de novembre de 2005  | Catalina             | CSS                  |
| 415350 | 2013 JS36              | 13 de juny de 2009     | Kitt Peak            | Spacewatch           |
| 415351 | 2013 JV36              | 20 de febrer de 2002   | Kitt Peak            | Spacewatch           |
| 415352 | 2013 JN37              | 27 de juny de 2008     | Siding Spring        | Siding Spring Survey |
| 415353 | 2013 JK39              | 16 de març de 2009     | Mount Lemmon         | Mt. Lemmon Survey    |
| 415354 | 2013 JE42              | 17 de novembre de 2006 | Mount Lemmon         | Mt. Lemmon Survey    |
| 415355 | 2013 JF43              | 28 de setembre de 2003 | Kitt Peak            | Spacewatch           |
| 415356 | 2013 JR44              | 2 de setembre de 2010  | Mount Lemmon         | Mt. Lemmon Survey    |
| 415357 | 2013 JM46              | 3 de setembre de 2010  | Mount Lemmon         | Mt. Lemmon Survey    |
| 415358 | 2013 JN58              | 24 de desembre de 2011 | Mount Lemmon         | Mt. Lemmon Survey    |
| 415359 | 2013 KD2               | 28 de novembre de 2000 | Kitt Peak            | Spacewatch           |
| 415360 | 2013 KL2               | 7 de setembre de 2004  | Socorro              | LINEAR               |
| 415361 | 2013 KR3               | 1 d'octubre de 2003    | Anderson Mesa        | LONEOS               |
| 415362 | 2013 KV3               | 15 de juliol de 1993   | Kitt Peak            | Spacewatch           |
| 415363 | 2013 KQ5               | 8 d'octubre de 2004    | Kitt Peak            | Spacewatch           |
| 415364 | 2013 KM9               | 24 d'abril de 2007     | Kitt Peak            | Spacewatch           |
| 415365 | 2013 KW9               | 2 de novembre de 2007  | Kitt Peak            | Spacewatch           |
| 415366 | 2013 KB12              | 2 de març de 2009      | Mount Lemmon         | Mt. Lemmon Survey    |
| 415367 | 2013 KJ13              | 19 de desembre de 2007 | Mount Lemmon         | Mt. Lemmon Survey    |
| 415368 | 2013 KO14              | 14 de desembre de 2003 | Kitt Peak            | Spacewatch           |
| 415369 | 2013 KJ16              | 18 de març de 2009     | Kitt Peak            | Spacewatch           |
| 415370 | 2013 LG                | 7 de març de 2008      | Mount Lemmon         | Mt. Lemmon Survey    |
| 415371 | 2013 LU1               | 7 de novembre de 2010  | Mount Lemmon         | Mt. Lemmon Survey    |
| 415372 | 2013 LH2               | 5 d'abril de 2003      | Kitt Peak            | Spacewatch           |
| 415373 | 2013 LN12              | 13 d'octubre de 2010   | Kitt Peak            | Spacewatch           |
| 415374 | 2013 LT12              | 12 de març de 2007     | Mount Lemmon         | Mt. Lemmon Survey    |
| 415375 | 2013 LT16              | 28 de juliol de 2009   | Catalina             | CSS                  |
| 415376 | 2013 LG23              | 13 de maig de 2004     | Kitt Peak            | Spacewatch           |
| 415377 | 2013 LS24              | 11 de setembre de 2010 | Mount Lemmon         | Mt. Lemmon Survey    |
| 415378 | 2013 LF26              | 26 de novembre de 2003 | Kitt Peak            | Spacewatch           |
| 415379 | 2013 LY26              | 21 de setembre de 2003 | Kitt Peak            | Spacewatch           |
| 415380 | 2013 LA27              | 19 d'octubre de 2007   | Catalina             | CSS                  |
| 415381 | 2013 LO32              | 29 de març de 2008     | Kitt Peak            | Spacewatch           |
| 415382 | 2013 MW1               | 14 de gener de 1996    | Kitt Peak            | Spacewatch           |
| 415383 | 2013 MN7               | 5 de maig de 2003      | Anderson Mesa        | LONEOS               |
| 415384 | 2013 MZ9               | 18 de març de 2010     | WISE                 | WISE                 |
| 415385 | 2013 NO2               | 15 de setembre de 1999 | Kitt Peak            | Spacewatch           |
| 415386 | 2013 NM5               | 11 de maig de 2007     | Mount Lemmon         | Mt. Lemmon Survey    |
| 415387 | 2013 NO5               | 30 de gener de 2011    | Kitt Peak            | Spacewatch           |
| 415388 | 2013 NQ10              | 13 de maig de 2007     | Kitt Peak            | Spacewatch           |
| 415389 | 2013 NW11              | 9 de juny de 2007      | Catalina             | CSS                  |
| 415390 | 2013 ND12              | 2 de maig de 2008      | Siding Spring        | Siding Spring Survey |
| 415391 | 2013 NM12              | 16 de gener de 2010    | WISE                 | WISE                 |
| 415392 | 2013 NP12              | 22 d'octubre de 2005   | Kitt Peak            | Spacewatch           |
| 415393 | 2013 NB13              | 27 de gener de 2007    | Kitt Peak            | Spacewatch           |
| 415394 | 2013 NG13              | 25 de març de 2007     | Mount Lemmon         | Mt. Lemmon Survey    |
| 415395 | 2013 NJ16              | 17 d'octubre de 2006   | Kitt Peak            | Spacewatch           |
| 415396 | 2013 NV16              | 22 de novembre de 2006 | Kitt Peak            | Spacewatch           |
| 415397 | 2013 OG4               | 1 de febrer de 2006    | Catalina             | CSS                  |
| 415398 | 2013 OW8               | 16 d'abril de 2004     | Kitt Peak            | Spacewatch           |
| 415399 | 2013 OY8               | 3 de setembre de 2008  | Kitt Peak            | Spacewatch           |
| 415400 | 2013 OZ8               | 2 de febrer de 2006    | Mount Lemmon         | Mt. Lemmon Survey    |

## 415401-415500
| Nom    | Designació provisional | Data de descobriment   | Lloc de descobriment | Descobridor/s          |
| ------ | ---------------------- | ---------------------- | -------------------- | ---------------------- |
| 415401 | 2013 ON9               | 11 de juny de 2001     | Kitt Peak            | Spacewatch             |
| 415402 | 2013 OO9               | 28 de desembre de 2005 | Kitt Peak            | Spacewatch             |
| 415403 | 2013 PF4               | 26 de novembre de 2003 | Kitt Peak            | Spacewatch             |
| 415404 | 2013 PB11              | 9 de novembre de 2009  | Mount Lemmon         | Mt. Lemmon Survey      |
| 415405 | 2013 PT17              | 27 de gener de 2011    | Mount Lemmon         | Mt. Lemmon Survey      |
| 415406 | 2013 PD19              | 4 de novembre de 1999  | Kitt Peak            | Spacewatch             |
| 415407 | 2013 PJ22              | 26 de novembre de 2003 | Kitt Peak            | Spacewatch             |
| 415408 | 2013 PO25              | 3 d'octubre de 2003    | Kitt Peak            | Spacewatch             |
| 415409 | 2013 PA46              | 4 d'octubre de 2003    | Kitt Peak            | Spacewatch             |
| 415410 | 2013 PL47              | 18 d'agost de 2009     | Kitt Peak            | Spacewatch             |
| 415411 | 2013 PY49              | 21 d'octubre de 2003   | Kitt Peak            | Spacewatch             |
| 415412 | 2013 PQ52              | 1 d'octubre de 2008    | Mount Lemmon         | Mt. Lemmon Survey      |
| 415413 | 2013 PJ57              | 26 d'octubre de 2009   | Mount Lemmon         | Mt. Lemmon Survey      |
| 415414 | 2013 PX58              | 30 de setembre de 2003 | Kitt Peak            | Spacewatch             |
| 415415 | 2013 PP60              | 25 d'abril de 2003     | Kitt Peak            | Spacewatch             |
| 415416 | 2013 PR62              | 22 de desembre de 2000 | Kitt Peak            | Spacewatch             |
| 415417 | 2013 PS62              | 6 de novembre de 2010  | Mount Lemmon         | Mt. Lemmon Survey      |
| 415418 | 2013 PN64              | 17 de setembre de 2003 | Kitt Peak            | Spacewatch             |
| 415419 | 2013 PG65              | 26 d'octubre de 2009   | Mount Lemmon         | Mt. Lemmon Survey      |
| 415420 | 2013 PT71              | 10 d'octubre de 2008   | Mount Lemmon         | Mt. Lemmon Survey      |
| 415421 | 2013 QN                | 31 d'octubre de 1999   | Kitt Peak            | Spacewatch             |
| 415422 | 2013 QA7               | 30 de juliol de 2008   | Catalina             | CSS                    |
| 415423 | 2013 QM7               | 20 de novembre de 2003 | Kitt Peak            | Spacewatch             |
| 415424 | 2013 QV11              | 5 de setembre de 2008  | Kitt Peak            | Spacewatch             |
| 415425 | 2013 QZ11              | 28 de març de 2001     | Kitt Peak            | Spacewatch             |
| 415426 | 2013 QP16              | 31 de desembre de 2007 | Kitt Peak            | Spacewatch             |
| 415427 | 2013 QQ18              | 7 de gener de 2006     | Mount Lemmon         | Mt. Lemmon Survey      |
| 415428 | 2013 QC30              | 7 de gener de 2006     | Mount Lemmon         | Mt. Lemmon Survey      |
| 415429 | 2013 QM32              | 10 d'abril de 2005     | Catalina             | CSS                    |
| 415430 | 2013 QH40              | 30 de setembre de 2003 | Socorro              | LINEAR                 |
| 415431 | 2013 QM63              | 27 d'octubre de 2005   | Mount Lemmon         | Mt. Lemmon Survey      |
| 415432 | 2013 QP63              | 28 de setembre de 2006 | Catalina             | CSS                    |
| 415433 | 2013 QQ65              | 5 d'octubre de 2004    | Kitt Peak            | Spacewatch             |
| 415434 | 2013 QL89              | 25 de febrer de 2011   | Mount Lemmon         | Mt. Lemmon Survey      |
| 415435 | 2013 RD13              | 2 d'octubre de 2008    | Kitt Peak            | Spacewatch             |
| 415436 | 2013 RS17              | 14 de febrer de 2005   | Kitt Peak            | Spacewatch             |
| 415437 | 2013 RD55              | 5 de març de 2006      | Kitt Peak            | Spacewatch             |
| 415438 | 2013 RW57              | 21 de setembre de 2008 | Kitt Peak            | Spacewatch             |
| 415439 | 2013 RU70              | 16 de febrer de 2004   | Kitt Peak            | Spacewatch             |
| 415440 | 2013 RQ88              | 2 de juny de 2003      | Kitt Peak            | Spacewatch             |
| 415441 | 2013 SQ43              | 6 de novembre de 2005  | Mount Lemmon         | Mt. Lemmon Survey      |
| 415442 | 2013 SD53              | 6 de setembre de 2008  | Mount Lemmon         | Mt. Lemmon Survey      |
| 415443 | 2013 SQ62              | 23 d'agost de 2008     | Kitt Peak            | Spacewatch             |
| 415444 | 2013 SV85              | 1 de febrer de 2006    | Kitt Peak            | Spacewatch             |
| 415445 | 2013 SX85              | 9 de febrer de 2010    | Catalina             | CSS                    |
| 415446 | 2013 TX                | 10 d'octubre de 2008   | Kitt Peak            | Spacewatch             |
| 415447 | 2013 TA8               | 29 de setembre de 2008 | Mount Lemmon         | Mt. Lemmon Survey      |
| 415448 | 2013 TB32              | 9 de setembre de 2004  | Kitt Peak            | Spacewatch             |
| 415449 | 2013 TG39              | 10 de març de 2007     | Kitt Peak            | Spacewatch             |
| 415450 | 2013 TT50              | 11 de març de 2005     | Mount Lemmon         | Mt. Lemmon Survey      |
| 415451 | 2013 TP53              | 9 de maig de 2002      | Kitt Peak            | Spacewatch             |
| 415452 | 2013 TP65              | 19 de novembre de 2003 | Kitt Peak            | Spacewatch             |
| 415453 | 2013 TX88              | 21 d'octubre de 2007   | Mount Lemmon         | Mt. Lemmon Survey      |
| 415454 | 2013 TL105             | 19 de setembre de 2001 | Kitt Peak            | Spacewatch             |
| 415455 | 2013 UQ12              | 22 de gener de 2004    | Socorro              | LINEAR                 |
| 415456 | 2014 HQ12              | 2 d'abril de 2006      | Kitt Peak            | Spacewatch             |
| 415457 | 2014 HL41              | 27 de febrer de 2006   | Kitt Peak            | Spacewatch             |
| 415458 | 2014 HQ151             | 1 de març de 1995      | Kitt Peak            | Spacewatch             |
| 415459 | 2014 KE92              | 22 de desembre de 2003 | Kitt Peak            | Spacewatch             |
| 415460 | 2014 MS6               | 27 de desembre de 2003 | Socorro              | LINEAR                 |
| 415461 | 2014 MU12              | 10 d'agost de 2004     | Socorro              | LINEAR                 |
| 415462 | 2014 MM35              | 1 de març de 2009      | Kitt Peak            | Spacewatch             |
| 415463 | 2014 MJ37              | 26 d'abril de 2003     | Kitt Peak            | Spacewatch             |
| 415464 | 2014 MY43              | 3 d'octubre de 2003    | Kitt Peak            | Spacewatch             |
| 415465 | 2014 MA53              | 11 d'abril de 2010     | Kitt Peak            | Spacewatch             |
| 415466 | 2014 ME64              | 24 de desembre de 2005 | Kitt Peak            | Spacewatch             |
| 415467 | 2014 NX37              | 13 de setembre de 2007 | Kitt Peak            | Spacewatch             |
| 415468 | 2014 NZ43              | 17 de juny de 2009     | Kitt Peak            | Spacewatch             |
| 415469 | 2014 NL58              | 17 de maig de 2005     | Mount Lemmon         | Mt. Lemmon Survey      |
| 415470 | 2014 OR3               | 1 de setembre de 2005  | Kitt Peak            | Spacewatch             |
| 415471 | 2014 OL87              | 6 de maig de 2006      | Mount Lemmon         | Mt. Lemmon Survey      |
| 415472 | 2014 OE93              | 28 de setembre de 2011 | Kitt Peak            | Spacewatch             |
| 415473 | 2014 OC112             | 1 d'octubre de 2003    | Anderson Mesa        | LONEOS                 |
| 415474 | 2014 OD182             | 4 de setembre de 2007  | Catalina             | CSS                    |
| 415475 | 2014 OF190             | 11 de desembre de 2006 | Kitt Peak            | Spacewatch             |
| 415476 | 2014 OC191             | 3 de març de 2009      | Mount Lemmon         | Mt. Lemmon Survey      |
| 415477 | 2014 OQ191             | 19 d'octubre de 2003   | Kitt Peak            | Spacewatch             |
| 415478 | 2014 OP194             | 19 d'agost de 2010     | XuYi                 | PMO NEO Survey Program |
| 415479 | 2014 OE195             | 19 de setembre de 2006 | Kitt Peak            | Spacewatch             |
| 415480 | 2014 OJ195             | 4 de juny de 2005      | Kitt Peak            | Spacewatch             |
| 415481 | 2014 OU195             | 3 d'octubre de 1999    | Kitt Peak            | Spacewatch             |
| 415482 | 2014 OS196             | 25 d'octubre de 2009   | Catalina             | CSS                    |
| 415483 | 2014 OZ206             | 22 de desembre de 2005 | Kitt Peak            | Spacewatch             |
| 415484 | 2014 OY229             | 18 d'abril de 2007     | Mount Lemmon         | Mt. Lemmon Survey      |
| 415485 | 2014 OC231             | 4 de febrer de 1995    | Kitt Peak            | Spacewatch             |
| 415486 | 2014 OR271             | 28 d'octubre de 2006   | Catalina             | CSS                    |
| 415487 | 2014 OO287             | 23 de març de 2006     | Catalina             | CSS                    |
| 415488 | 2014 OZ291             | 9 d'abril de 2010      | Mount Lemmon         | Mt. Lemmon Survey      |
| 415489 | 2014 OV293             | 21 de setembre de 2001 | Socorro              | LINEAR                 |
| 415490 | 2014 OC295             | 13 de setembre de 2007 | Mount Lemmon         | Mt. Lemmon Survey      |
| 415491 | 2014 OC296             | 25 de març de 2006     | Mount Lemmon         | Mt. Lemmon Survey      |
| 415492 | 2014 OD298             | 9 de març de 2007      | Mount Lemmon         | Mt. Lemmon Survey      |
| 415493 | 2014 OG299             | 29 de desembre de 2011 | Kitt Peak            | Spacewatch             |
| 415494 | 2014 OS299             | 28 de setembre de 2003 | Kitt Peak            | Spacewatch             |
| 415495 | 2014 OC358             | 30 d'abril de 2008     | Kitt Peak            | Spacewatch             |
| 415496 | 2014 OL359             | 29 de juny de 2005     | Kitt Peak            | Spacewatch             |
| 415497 | 2014 OE373             | 17 de setembre de 2009 | Catalina             | CSS                    |
| 415498 | 2014 OG375             | 2 d'abril de 2006      | Kitt Peak            | Spacewatch             |
| 415499 | 2014 OB376             | 1 de març de 2008      | Kitt Peak            | Spacewatch             |
| 415500 | 2014 OC378             | 29 de gener de 2009    | Kitt Peak            | Spacewatch             |

## 415501-415600
| Nom    | Designació provisional | Data de descobriment   | Lloc de descobriment | Descobridor/s        |
| ------ | ---------------------- | ---------------------- | -------------------- | -------------------- |
| 415501 | 2014 PO7               | 10 de gener de 2007    | Mount Lemmon         | Mt. Lemmon Survey    |
| 415502 | 2014 PY7               | 10 de febrer de 1996   | Kitt Peak            | Spacewatch           |
| 415503 | 2014 PN24              | 7 d'octubre de 2004    | Kitt Peak            | Spacewatch           |
| 415504 | 2014 PU32              | 28 de març de 2008     | Kitt Peak            | Spacewatch           |
| 415505 | 2014 PH39              | 21 d'agost de 2006     | Kitt Peak            | Spacewatch           |
| 415506 | 2014 PP39              | 21 de desembre de 2005 | Kitt Peak            | Spacewatch           |
| 415507 | 2014 PG41              | 28 d'agost de 2005     | Kitt Peak            | Spacewatch           |
| 415508 | 2014 PG48              | 23 de febrer de 2007   | Kitt Peak            | Spacewatch           |
| 415509 | 2014 PM48              | 1 d'octubre de 2005    | Kitt Peak            | Spacewatch           |
| 415510 | 2014 PA55              | 7 de febrer de 2006    | Kitt Peak            | Spacewatch           |
| 415511 | 2014 PG56              | 26 de setembre de 2006 | Catalina             | CSS                  |
| 415512 | 2014 PH56              | 20 de juny de 2010     | WISE                 | WISE                 |
| 415513 | 2014 PB63              | 12 de maig de 2007     | Mount Lemmon         | Mt. Lemmon Survey    |
| 415514 | 2014 PC65              | 22 de juliol de 2006   | Mount Lemmon         | Mt. Lemmon Survey    |
| 415515 | 2014 PX69              | 8 de març de 2005      | Mount Lemmon         | Mt. Lemmon Survey    |
| 415516 | 2014 QA1               | 21 de juny de 2007     | Mount Lemmon         | Mt. Lemmon Survey    |
| 415517 | 2014 QC18              | 22 d'octubre de 2003   | Kitt Peak            | Spacewatch           |
| 415518 | 2014 QH18              | 28 de setembre de 1992 | Kitt Peak            | Spacewatch           |
| 415519 | 2014 QW18              | 25 de setembre de 2006 | Kitt Peak            | Spacewatch           |
| 415520 | 2014 QT23              | 8 de setembre de 2010  | Kitt Peak            | Spacewatch           |
| 415521 | 2014 QP25              | 17 de febrer de 2007   | Mount Lemmon         | Mt. Lemmon Survey    |
| 415522 | 2014 QK28              | 20 de setembre de 2003 | Campo Imperatore     | CINEOS               |
| 415523 | 2014 QC32              | 17 d'agost de 2007     | Siding Spring        | Siding Spring Survey |
| 415524 | 2014 QF32              | 4 d'abril de 2010      | WISE                 | WISE                 |
| 415525 | 2014 QO35              | 6 d'octubre de 2011    | Mount Lemmon         | Mt. Lemmon Survey    |
| 415526 | 2014 QS40              | 26 de gener de 2006    | Kitt Peak            | Spacewatch           |
| 415527 | 2014 QA50              | 29 de febrer de 2004   | Kitt Peak            | Spacewatch           |
| 415528 | 2014 QV58              | 26 de juliol de 1995   | Kitt Peak            | Spacewatch           |
| 415529 | 2014 QC63              | 9 de setembre de 2007  | Kitt Peak            | Spacewatch           |
| 415530 | 2014 QS71              | 30 de maig de 2008     | Kitt Peak            | Spacewatch           |
| 415531 | 2014 QM72              | 20 de setembre de 1995 | Kitt Peak            | Spacewatch           |
| 415532 | 2014 QA94              | 3 d'octubre de 2003    | Kitt Peak            | Spacewatch           |
| 415533 | 2014 QO104             | 13 de desembre de 2006 | Kitt Peak            | Spacewatch           |
| 415534 | 2014 QD115             | 16 de setembre de 2001 | Socorro              | LINEAR               |
| 415535 | 2014 QN115             | 13 de gener de 2005    | Kitt Peak            | Spacewatch           |
| 415536 | 2014 QO116             | 10 de març de 2007     | Mount Lemmon         | Mt. Lemmon Survey    |
| 415537 | 2014 QX120             | 16 de setembre de 2003 | Kitt Peak            | Spacewatch           |
| 415538 | 2014 QV129             | 10 d'octubre de 2007   | Mount Lemmon         | Mt. Lemmon Survey    |
| 415539 | 2014 QW130             | 22 d'octubre de 2005   | Kitt Peak            | Spacewatch           |
| 415540 | 2014 QH138             | 12 de març de 2003     | Kitt Peak            | Spacewatch           |
| 415541 | 2014 QY138             | 26 d'agost de 2009     | Catalina             | CSS                  |
| 415542 | 2014 QF139             | 10 d'abril de 2010     | Kitt Peak            | Spacewatch           |
| 415543 | 2014 QU140             | 29 de desembre de 2008 | Mount Lemmon         | Mt. Lemmon Survey    |
| 415544 | 2014 QO150             | 29 de febrer de 2008   | Kitt Peak            | Spacewatch           |
| 415545 | 2014 QU152             | 20 de maig de 2010     | Mount Lemmon         | Mt. Lemmon Survey    |
| 415546 | 2014 QB172             | 1 de febrer de 2006    | Mount Lemmon         | Mt. Lemmon Survey    |
| 415547 | 2014 QL175             | 24 de febrer de 2006   | Kitt Peak            | Spacewatch           |
| 415548 | 2014 QH177             | 22 de desembre de 1998 | Kitt Peak            | Spacewatch           |
| 415549 | 2014 QF178             | 18 de febrer de 2004   | Kitt Peak            | Spacewatch           |
| 415550 | 2014 QZ190             | 10 de novembre de 2004 | Kitt Peak            | Spacewatch           |
| 415551 | 2014 QG191             | 18 de setembre de 2003 | Kitt Peak            | Spacewatch           |
| 415552 | 2014 QK196             | 24 d'octubre de 2011   | Kitt Peak            | Spacewatch           |
| 415553 | 2014 QW201             | 16 de setembre de 2010 | Kitt Peak            | Spacewatch           |
| 415554 | 2014 QK210             | 30 de gener de 2006    | Kitt Peak            | Spacewatch           |
| 415555 | 2014 QG212             | 4 de març de 2005      | Mount Lemmon         | Mt. Lemmon Survey    |
| 415556 | 2014 QX213             | 19 d'agost de 2006     | Kitt Peak            | Spacewatch           |
| 415557 | 2014 QD217             | 17 de setembre de 2006 | Catalina             | CSS                  |
| 415558 | 2014 QD221             | 8 de gener de 2006     | Mount Lemmon         | Mt. Lemmon Survey    |
| 415559 | 2014 QZ223             | 21 d'agost de 2006     | Kitt Peak            | Spacewatch           |
| 415560 | 2014 QK224             | 27 de desembre de 2006 | Mount Lemmon         | Mt. Lemmon Survey    |
| 415561 | 2014 QB226             | 19 de setembre de 2003 | Kitt Peak            | Spacewatch           |
| 415562 | 2014 QG229             | 21 de desembre de 2003 | Kitt Peak            | Spacewatch           |
| 415563 | 2014 QQ233             | 31 de març de 2008     | Mount Lemmon         | Mt. Lemmon Survey    |
| 415564 | 2014 QD234             | 28 de febrer de 2008   | Mount Lemmon         | Mt. Lemmon Survey    |
| 415565 | 2014 QQ235             | 27 de setembre de 2005 | Kitt Peak            | Spacewatch           |
| 415566 | 2014 QY239             | 1 d'octubre de 2005    | Kitt Peak            | Spacewatch           |
| 415567 | 2014 QS240             | 21 d'octubre de 2003   | Socorro              | LINEAR               |
| 415568 | 2014 QX244             | 18 d'abril de 2002     | Kitt Peak            | Spacewatch           |
| 415569 | 2014 QR247             | 22 d'octubre de 2009   | Mount Lemmon         | Mt. Lemmon Survey    |
| 415570 | 2014 QG261             | 23 de setembre de 2009 | Kitt Peak            | Spacewatch           |
| 415571 | 2014 QB265             | 2 de febrer de 2005    | Socorro              | LINEAR               |
| 415572 | 2014 QU266             | 10 de desembre de 2004 | Socorro              | LINEAR               |
| 415573 | 2014 QQ267             | 23 de setembre de 2000 | Socorro              | LINEAR               |
| 415574 | 2014 QD275             | 27 de març de 2000     | Kitt Peak            | Spacewatch           |
| 415575 | 2014 QL275             | 1 de febrer de 2006    | Kitt Peak            | Spacewatch           |
| 415576 | 2014 QC277             | 7 de maig de 2008      | Kitt Peak            | Spacewatch           |
| 415577 | 2014 QU277             | 1 d'octubre de 2005    | Catalina             | CSS                  |
| 415578 | 2014 QU282             | 3 de maig de 2005      | Catalina             | CSS                  |
| 415579 | 2014 QY289             | 2 d'abril de 2005      | Kitt Peak            | Spacewatch           |
| 415580 | 2014 QJ300             | 20 de març de 2007     | Mount Lemmon         | Mt. Lemmon Survey    |
| 415581 | 2014 QM300             | 23 d'agost de 2007     | Kitt Peak            | Spacewatch           |
| 415582 | 2014 QR300             | 18 de desembre de 2001 | Socorro              | LINEAR               |
| 415583 | 2014 QU301             | 31 d'octubre de 2005   | Mount Lemmon         | Mt. Lemmon Survey    |
| 415584 | 2014 QS302             | 11 de setembre de 2007 | Catalina             | CSS                  |
| 415585 | 2014 QT302             | 30 de juliol de 2008   | Catalina             | CSS                  |
| 415586 | 2014 QC307             | 28 de novembre de 2003 | Kitt Peak            | Spacewatch           |
| 415587 | 2014 QD308             | 26 de febrer de 2007   | Mount Lemmon         | Mt. Lemmon Survey    |
| 415588 | 2014 QP308             | 19 de setembre de 2003 | Kitt Peak            | Spacewatch           |
| 415589 | 2014 QT308             | 15 de desembre de 2004 | Kitt Peak            | Spacewatch           |
| 415590 | 2014 QX309             | 3 de maig de 2010      | WISE                 | WISE                 |
| 415591 | 2014 QQ310             | 17 de setembre de 2010 | Kitt Peak            | Spacewatch           |
| 415592 | 2014 QK311             | 17 de desembre de 2007 | Mount Lemmon         | Mt. Lemmon Survey    |
| 415593 | 2014 QE312             | 29 de setembre de 2005 | Mount Lemmon         | Mt. Lemmon Survey    |
| 415594 | 2014 QH313             | 27 d'octubre de 2005   | Kitt Peak            | Spacewatch           |
| 415595 | 2014 QB316             | 12 de març de 2007     | Kitt Peak            | Spacewatch           |
| 415596 | 2014 QW320             | 3 d'octubre de 2008    | Kitt Peak            | Spacewatch           |
| 415597 | 2014 QK321             | 27 de març de 1995     | Kitt Peak            | Spacewatch           |
| 415598 | 2014 QF325             | 19 de setembre de 2003 | Anderson Mesa        | LONEOS               |
| 415599 | 2014 QG328             | 21 de setembre de 2003 | Kitt Peak            | Spacewatch           |
| 415600 | 2014 QZ336             | 10 de febrer de 2002   | Socorro              | LINEAR               |

## 415601-415700
| Nom    | Designació provisional | Data de descobriment   | Lloc de descobriment | Descobridor/s                                          |
| ------ | ---------------------- | ---------------------- | -------------------- | ------------------------------------------------------ |
| 415601 | 2014 QK344             | 28 d'agost de 2005     | Kitt Peak            | Spacewatch                                             |
| 415602 | 2014 QK345             | 15 de maig de 2005     | Mount Lemmon         | Mt. Lemmon Survey                                      |
| 415603 | 2014 QN348             | 12 de març de 1996     | Kitt Peak            | Spacewatch                                             |
| 415604 | 2014 QV348             | 17 de gener de 2005    | Kitt Peak            | Spacewatch                                             |
| 415605 | 2014 QX348             | 1 de febrer de 1995    | Kitt Peak            | Spacewatch                                             |
| 415606 | 2014 QG350             | 27 de febrer de 2006   | Kitt Peak            | Spacewatch                                             |
| 415607 | 2014 QP351             | 30 d'octubre de 2005   | Kitt Peak            | Spacewatch                                             |
| 415608 | 2014 QB353             | 20 de febrer de 2010   | WISE                 | WISE                                                   |
| 415609 | 2014 QK353             | 5 de juliol de 2010    | Mount Lemmon         | Mt. Lemmon Survey                                      |
| 415610 | 2014 QK354             | 26 d'octubre de 2005   | Kitt Peak            | Spacewatch                                             |
| 415611 | 2014 QS354             | 10 de novembre de 2004 | Kitt Peak            | Spacewatch                                             |
| 415612 | 2014 QN355             | 6 d'octubre de 1999    | Kitt Peak            | Spacewatch                                             |
| 415613 | 2014 QW357             | 21 d'octubre de 2003   | Kitt Peak            | Spacewatch                                             |
| 415614 | 2014 QM358             | 7 d'octubre de 2005    | Kitt Peak            | Spacewatch                                             |
| 415615 | 2014 QA359             | 31 de març de 2009     | Kitt Peak            | Spacewatch                                             |
| 415616 | 2014 QL359             | 4 d'octubre de 1999    | Kitt Peak            | Spacewatch                                             |
| 415617 | 2014 QP359             | 27 d'octubre de 2005   | Kitt Peak            | Spacewatch                                             |
| 415618 | 2014 QD360             | 5 de juny de 2002      | Kitt Peak            | Spacewatch                                             |
| 415619 | 2014 QX360             | 30 de novembre de 2003 | Kitt Peak            | Spacewatch                                             |
| 415620 | 2014 QG361             | 23 d'agost de 2007     | Kitt Peak            | Spacewatch                                             |
| 415621 | 2014 QM361             | 30 de setembre de 2003 | Kitt Peak            | Spacewatch                                             |
| 415622 | 2014 QJ367             | 30 de setembre de 2009 | Mount Lemmon         | Mt. Lemmon Survey                                      |
| 415623 | 2014 QM367             | 16 de febrer de 2010   | WISE                 | WISE                                                   |
| 415624 | 2014 QW370             | 28 de juliol de 2008   | Mount Lemmon         | Mt. Lemmon Survey                                      |
| 415625 | 2014 QD371             | 10 d'octubre de 2007   | Kitt Peak            | Spacewatch                                             |
| 415626 | 2014 QF371             | 18 de setembre de 2003 | Kitt Peak            | Spacewatch                                             |
| 415627 | 2014 QJ371             | 3 de març de 2000      | Kitt Peak            | Spacewatch                                             |
| 415628 | 2014 QV371             | 10 d'abril de 2002     | Socorro              | LINEAR                                                 |
| 415629 | 2014 QX371             | 4 d'octubre de 1994    | Kitt Peak            | Spacewatch                                             |
| 415630 | 2014 QR374             | 11 de setembre de 2005 | Kitt Peak            | Spacewatch                                             |
| 415631 | 2014 QM377             | 9 d'octubre de 2004    | Kitt Peak            | Spacewatch                                             |
| 415632 | 2014 QX377             | 23 d'octubre de 2009   | Kitt Peak            | Spacewatch                                             |
| 415633 | 2014 QJ378             | 29 d'octubre de 2003   | Kitt Peak            | Spacewatch                                             |
| 415634 | 2014 QX378             | 11 de setembre de 1994 | Kitt Peak            | Spacewatch                                             |
| 415635 | 2014 QY378             | 6 de gener de 2006     | Mount Lemmon         | Mt. Lemmon Survey                                      |
| 415636 | 2014 QJ379             | 31 d'octubre de 2006   | Mount Lemmon         | Mt. Lemmon Survey                                      |
| 415637 | 2014 QL379             | 4 d'octubre de 1997    | Kitt Peak            | Spacewatch                                             |
| 415638 | 2014 QW379             | 15 de setembre de 2009 | Kitt Peak            | Spacewatch                                             |
| 415639 | 2014 QM380             | 16 d'octubre de 2003   | Kitt Peak            | Spacewatch                                             |
| 415640 | 2014 QT384             | 10 de gener de 2007    | Mount Lemmon         | Mt. Lemmon Survey                                      |
| 415641 | 2014 QD385             | 26 d'octubre de 2009   | Mount Lemmon         | Mt. Lemmon Survey                                      |
| 415642 | 2014 QE385             | 19 d'octubre de 2003   | Kitt Peak            | Spacewatch                                             |
| 415643 | 2014 QU386             | 10 de setembre de 2007 | Mount Lemmon         | Mt. Lemmon Survey                                      |
| 415644 | 2014 QY387             | 22 de setembre de 2009 | Kitt Peak            | Spacewatch                                             |
| 415645 | 2014 QV389             | 13 d'octubre de 2004   | Kitt Peak            | Spacewatch                                             |
| 415646 | 2014 QT393             | 9 de desembre de 2010  | Mount Lemmon         | Mt. Lemmon Survey                                      |
| 415647 | 2014 QQ395             | 17 d'octubre de 2003   | Kitt Peak            | Spacewatch                                             |
| 415648 | 2014 QE397             | 26 de setembre de 2005 | Kitt Peak            | Spacewatch                                             |
| 415649 | 2014 QE402             | 10 de febrer de 2002   | Socorro              | LINEAR                                                 |
| 415650 | 2014 QB403             | 21 de març de 2004     | Kitt Peak            | Spacewatch                                             |
| 415651 | 2014 QG403             | 16 de setembre de 2003 | Kitt Peak            | Spacewatch                                             |
| 415652 | 2014 QX405             | 5 de novembre de 2010  | Kitt Peak            | Spacewatch                                             |
| 415653 | 2014 QG406             | 19 de setembre de 2006 | Kitt Peak            | Spacewatch                                             |
| 415654 | 2014 QR408             | 18 de març de 2004     | Kitt Peak            | Spacewatch                                             |
| 415655 | 2014 QV409             | 1 de maig de 2003      | Kitt Peak            | Spacewatch                                             |
| 415656 | 2014 QF410             | 4 d'agost de 2003      | Kitt Peak            | Spacewatch                                             |
| 415657 | 2014 QN410             | 23 d'agost de 2007     | Kitt Peak            | Spacewatch                                             |
| 415658 | 2014 QO410             | 9 d'agost de 2007      | Kitt Peak            | Spacewatch                                             |
| 415659 | 2014 QT410             | 11 de novembre de 2004 | Kitt Peak            | Spacewatch                                             |
| 415660 | 2014 QF414             | 30 d'agost de 2005     | Anderson Mesa        | LONEOS                                                 |
| 415661 | 2014 QW418             | 19 de setembre de 2003 | Kitt Peak            | Spacewatch                                             |
| 415662 | 2014 QK419             | 12 de febrer de 2000   | Kitt Peak            | Spacewatch                                             |
| 415663 | 2014 QZ419             | 21 de febrer de 2007   | Kitt Peak            | Spacewatch                                             |
| 415664 | 2014 QT420             | 15 de setembre de 2004 | Kitt Peak            | Spacewatch                                             |
| 415665 | 2014 QG425             | 31 de maig de 2006     | Kitt Peak            | Spacewatch                                             |
| 415666 | 2014 QJ427             | 23 d'octubre de 2009   | Mount Lemmon         | Mt. Lemmon Survey                                      |
| 415667 | 2014 QX427             | 19 de març de 2004     | Socorro              | LINEAR                                                 |
| 415668 | 2014 QC428             | 26 de setembre de 2009 | Kitt Peak            | Spacewatch                                             |
| 415669 | 2014 QN435             | 25 de febrer de 2006   | Mount Lemmon         | Mt. Lemmon Survey                                      |
| 415670 | 2014 QO435             | 31 de gener de 2006    | Mount Lemmon         | Mt. Lemmon Survey                                      |
| 415671 | 2014 RR9               | 17 d'agost de 2009     | Kitt Peak            | Spacewatch                                             |
| 415672 | 2014 RH13              | 18 de setembre de 2009 | Catalina             | CSS                                                    |
| 415673 | 2014 RP16              | 20 d'agost de 2004     | Catalina             | CSS                                                    |
| 415674 | 2014 RB19              | 15 d'octubre de 2007   | Mount Lemmon         | Mt. Lemmon Survey                                      |
| 415675 | 2014 RK19              | 26 de març de 2006     | Kitt Peak            | Spacewatch                                             |
| 415676 | 2014 RZ19              | 5 de setembre de 1999  | Kitt Peak            | Spacewatch                                             |
| 415677 | 2014 RO20              | 18 de setembre de 2003 | Kitt Peak            | Spacewatch                                             |
| 415678 | 2014 RX21              | 28 d'agost de 2005     | Kitt Peak            | Spacewatch                                             |
| 415679 | 2014 RD22              | 28 d'octubre de 1994   | Kitt Peak            | Spacewatch                                             |
| 415680 | 2014 RC23              | 24 de desembre de 2006 | Kitt Peak            | Spacewatch                                             |
| 415681 | 2014 RP23              | 15 de setembre de 2007 | Mount Lemmon         | Mt. Lemmon Survey                                      |
| 415682 | 2014 RX24              | 10 d'octubre de 2004   | Socorro              | LINEAR                                                 |
| 415683 | 2014 RH30              | 17 d'octubre de 2010   | Mount Lemmon         | Mt. Lemmon Survey                                      |
| 415684 | 2014 RS31              | 23 d'octubre de 2009   | Mount Lemmon         | Mt. Lemmon Survey                                      |
| 415685 | 2014 RY33              | 14 de juliol de 2004   | Siding Spring        | Siding Spring Survey                                   |
| 415686 | 2014 RL48              | 26 de març de 2007     | Mount Lemmon         | Mt. Lemmon Survey                                      |
| 415687 | 2014 SU54              | 20 de novembre de 2003 | Kitt Peak            | Spacewatch                                             |
| 415688 | 5113 T-2               | 25 de setembre de 1973 | Palomar              | C. J. van Houten, I. van Houten-Groeneveld, T. Gehrels |
| 415689 | 1991 JN                | 6 de maig de 1991      | Kitt Peak            | Spacewatch                                             |
| 415690 | 1992 UB                | 21 d'octubre de 1992   | Siding Spring        | R. H. McNaught                                         |
| 415691 | 1993 SM6               | 17 de setembre de 1993 | La Silla             | E. W. Elst                                             |
| 415692 | 1995 SO9               | 17 de setembre de 1995 | Kitt Peak            | Spacewatch                                             |
| 415693 | 1995 SC34              | 18 de setembre de 1995 | Kitt Peak            | Spacewatch                                             |
| 415694 | 1995 SP42              | 25 de setembre de 1995 | Kitt Peak            | Spacewatch                                             |
| 415695 | 1996 GE2               | 15 d'abril de 1996     | Haleakala            | AMOS                                                   |
| 415696 | 1996 GC5               | 11 d'abril de 1996     | Kitt Peak            | Spacewatch                                             |
| 415697 | 1996 TY16              | 4 d'octubre de 1996    | Kitt Peak            | Spacewatch                                             |
| 415698 | 1996 TD31              | 8 d'octubre de 1996    | Kitt Peak            | Spacewatch                                             |
| 415699 | 1996 XL8               | 6 de desembre de 1996  | Kitt Peak            | Spacewatch                                             |
| 415700 | 1996 XU23              | 4 de desembre de 1996  | Kitt Peak            | Spacewatch                                             |

## 415701-415800
| Nom    | Designació provisional | Data de descobriment   | Lloc de descobriment | Descobridor/s                           |
| ------ | ---------------------- | ---------------------- | -------------------- | --------------------------------------- |
| 415701 | 1997 EJ1               | 3 de març de 1997      | Kitt Peak            | Spacewatch                              |
| 415702 | 1997 SD14              | 28 de setembre de 1997 | Kitt Peak            | Spacewatch                              |
| 415703 | 1997 US24              | 31 d'octubre de 1997   | Bergisch Gladbac     | W. Bickel                               |
| 415704 | 1998 BY5               | 22 de gener de 1998    | Kitt Peak            | Spacewatch                              |
| 415705 | 1998 HD10              | 22 d'abril de 1998     | Kitt Peak            | Spacewatch                              |
| 415706 | 1998 RR21              | 15 de setembre de 1998 | Kitt Peak            | Spacewatch                              |
| 415707 | 1998 SM50              | 25 de setembre de 1998 | Kitt Peak            | Spacewatch                              |
| 415708 | 1998 SY97              | 17 de setembre de 1998 | Anderson Mesa        | LONEOS                                  |
| 415709 | 1998 UK12              | 18 d'octubre de 1998   | Kitt Peak            | Spacewatch                              |
| 415710 | 1998 WC2               | 18 de novembre de 1998 | Catalina             | CSS                                     |
| 415711 | 1998 WT7               | 23 de novembre de 1998 | Socorro              | LINEAR                                  |
| 415712 | 1998 WL38              | 21 de novembre de 1998 | Kitt Peak            | Spacewatch                              |
| 415713 | 1998 XX2               | 8 de desembre de 1998  | Socorro              | LINEAR                                  |
| 415714 | 1998 YZ19              | 25 de desembre de 1998 | Kitt Peak            | Spacewatch                              |
| 415715 | 1999 AU23              | 9 de gener de 1999     | Socorro              | LINEAR                                  |
| 415716 | 1999 CV134             | 7 de febrer de 1999    | Kitt Peak            | Spacewatch                              |
| 415717 | 1999 CR140             | 7 de febrer de 1999    | Kitt Peak            | Spacewatch                              |
| 415718 | 1999 FS87              | 21 de març de 1999     | Apache Point         | Sloan Digital Sky Survey                |
| 415719 | 1999 HN7               | 19 d'abril de 1999     | Kitt Peak            | Spacewatch                              |
| 415720 | 1999 RU215             | 7 de setembre de 1999  | Mauna Kea            | C. A. Trujillo, J. X. Luu, D. C. Jewitt |
| 415721 | 1999 SC                | 16 de setembre de 1999 | Prescott             | P. G. Comba                             |
| 415722 | 1999 TV67              | 8 d'octubre de 1999    | Kitt Peak            | Spacewatch                              |
| 415723 | 1999 TL134             | 6 d'octubre de 1999    | Socorro              | LINEAR                                  |
| 415724 | 1999 TL171             | 10 d'octubre de 1999   | Socorro              | LINEAR                                  |
| 415725 | 1999 TS294             | 1 d'octubre de 1999    | Kitt Peak            | Spacewatch                              |
| 415726 | 1999 TC305             | 1 d'octubre de 1999    | Kitt Peak            | Spacewatch                              |
| 415727 | 1999 TQ336             | 13 d'octubre de 1999   | Apache Point         | Sloan Digital Sky Survey                |
| 415728 | 1999 UF33              | 31 d'octubre de 1999   | Kitt Peak            | Spacewatch                              |
| 415729 | 1999 VL46              | 3 de novembre de 1999  | Socorro              | LINEAR                                  |
| 415730 | 1999 VS46              | 17 de setembre de 1999 | Kitt Peak            | Spacewatch                              |
| 415731 | 1999 VY95              | 10 d'octubre de 1999   | Socorro              | LINEAR                                  |
| 415732 | 1999 VY104             | 9 de novembre de 1999  | Socorro              | LINEAR                                  |
| 415733 | 1999 VF149             | 2 de novembre de 1999  | Kitt Peak            | Spacewatch                              |
| 415734 | 1999 VO153             | 11 de novembre de 1999 | Kitt Peak            | Spacewatch                              |
| 415735 | 1999 WN15              | 29 de novembre de 1999 | Kitt Peak            | Spacewatch                              |
| 415736 | 1999 XP147             | 29 de novembre de 1999 | Kitt Peak            | Spacewatch                              |
| 415737 | 1999 YH8               | 15 de desembre de 1999 | Kitt Peak            | Spacewatch                              |
| 415738 | 1999 YP18              | 29 de desembre de 1999 | Mauna Kea            | C. Veillet                              |
| 415739 | 2000 CW64              | 3 de febrer de 2000    | Socorro              | LINEAR                                  |
| 415740 | 2000 DU1               | 26 de febrer de 2000   | Kitt Peak            | Spacewatch                              |
| 415741 | 2000 DY113             | 27 de febrer de 2000   | Kitt Peak            | Spacewatch                              |
| 415742 | 2000 DP114             | 28 de febrer de 2000   | Kitt Peak            | Spacewatch                              |
| 415743 | 2000 EN78              | 5 de març de 2000      | Socorro              | LINEAR                                  |
| 415744 | 2000 EA160             | 3 de març de 2000      | Socorro              | LINEAR                                  |
| 415745 | 2000 GV147             | 14 d'abril de 2000     | Socorro              | LINEAR                                  |
| 415746 | 2000 JN10              | 7 de maig de 2000      | Socorro              | LINEAR                                  |
| 415747 | 2000 JD94              | 4 de maig de 2000      | Apache Point         | Sloan Digital Sky Survey                |
| 415748 | 2000 KJ38              | 24 de maig de 2000     | Kitt Peak            | Spacewatch                              |
| 415749 | 2000 KE70              | 28 de maig de 2000     | Socorro              | LINEAR                                  |
| 415750 | 2000 LW29              | 5 de juny de 2000      | Kitt Peak            | Spacewatch                              |
| 415751 | 2000 NE4               | 23 de juny de 2000     | Kitt Peak            | Spacewatch                              |
| 415752 | 2000 OB22              | 31 de juliol de 2000   | Socorro              | LINEAR                                  |
| 415753 | 2000 QR24              | 25 d'agost de 2000     | Socorro              | LINEAR                                  |
| 415754 | 2000 QU122             | 25 d'agost de 2000     | Socorro              | LINEAR                                  |
| 415755 | 2000 QB144             | 31 d'agost de 2000     | Socorro              | LINEAR                                  |
| 415756 | 2000 QL212             | 31 d'agost de 2000     | Socorro              | LINEAR                                  |
| 415757 | 2000 RS                | 1 de setembre de 2000  | Socorro              | LINEAR                                  |
| 415758 | 2000 RO17              | 1 de setembre de 2000  | Socorro              | LINEAR                                  |
| 415759 | 2000 RA100             | 5 de setembre de 2000  | Anderson Mesa        | LONEOS                                  |
| 415760 | 2000 RD103             | 5 de setembre de 2000  | Anderson Mesa        | LONEOS                                  |
| 415761 | 2000 SF23              | 25 de setembre de 2000 | Višnjan              | K. Korlević                             |
| 415762 | 2000 SL31              | 24 de setembre de 2000 | Socorro              | LINEAR                                  |
| 415763 | 2000 SQ69              | 24 de setembre de 2000 | Socorro              | LINEAR                                  |
| 415764 | 2000 SD70              | 23 de setembre de 2000 | Anderson Mesa        | LONEOS                                  |
| 415765 | 2000 SM129             | 22 de setembre de 2000 | Socorro              | LINEAR                                  |
| 415766 | 2000 SG174             | 28 de setembre de 2000 | Socorro              | LINEAR                                  |
| 415767 | 2000 SZ182             | 20 de setembre de 2000 | Kitt Peak            | Spacewatch                              |
| 415768 | 2000 SP228             | 28 de setembre de 2000 | Socorro              | LINEAR                                  |
| 415769 | 2000 SU266             | 27 de setembre de 2000 | Socorro              | LINEAR                                  |
| 415770 | 2000 SJ342             | 24 de setembre de 2000 | Socorro              | LINEAR                                  |
| 415771 | 2000 TT26              | 2 d'octubre de 2000    | Socorro              | LINEAR                                  |
| 415772 | 2000 TX67              | 3 d'octubre de 2000    | Socorro              | LINEAR                                  |
| 415773 | 2000 UQ33              | 31 d'octubre de 2000   | Socorro              | LINEAR                                  |
| 415774 | 2000 UY62              | 25 d'octubre de 2000   | Socorro              | LINEAR                                  |
| 415775 | 2000 UH93              | 25 d'octubre de 2000   | Socorro              | LINEAR                                  |
| 415776 | 2000 VQ1               | 1 de novembre de 2000  | Socorro              | LINEAR                                  |
| 415777 | 2000 VR6               | 1 de novembre de 2000  | Socorro              | LINEAR                                  |
| 415778 | 2000 VG19              | 1 de novembre de 2000  | Socorro              | LINEAR                                  |
| 415779 | 2000 WA3               | 19 de novembre de 2000 | Socorro              | LINEAR                                  |
| 415780 | 2000 WO10              | 20 de novembre de 2000 | Socorro              | LINEAR                                  |
| 415781 | 2000 WY10              | 22 de novembre de 2000 | Kitt Peak            | Spacewatch                              |
| 415782 | 2000 WP14              | 20 de novembre de 2000 | Socorro              | LINEAR                                  |
| 415783 | 2000 WM27              | 25 de novembre de 2000 | Kitt Peak            | Spacewatch                              |
| 415784 | 2000 WS51              | 27 de novembre de 2000 | Kitt Peak            | Spacewatch                              |
| 415785 | 2000 WH74              | 20 de novembre de 2000 | Socorro              | LINEAR                                  |
| 415786 | 2000 WT93              | 21 de novembre de 2000 | Socorro              | LINEAR                                  |
| 415787 | 2000 WK139             | 21 de novembre de 2000 | Socorro              | LINEAR                                  |
| 415788 | 2000 WZ176             | 27 de novembre de 2000 | Socorro              | LINEAR                                  |
| 415789 | 2000 WO193             | 24 de novembre de 2000 | Kitt Peak            | Deep Lens Survey                        |
| 415790 | 2000 XF3               | 1 de desembre de 2000  | Socorro              | LINEAR                                  |
| 415791 | 2001 AR21              | 3 de gener de 2001     | Socorro              | LINEAR                                  |
| 415792 | 2001 AS49              | 22 de desembre de 2000 | Kitt Peak            | Spacewatch                              |
| 415793 | 2001 BT2               | 18 de gener de 2001    | Socorro              | LINEAR                                  |
| 415794 | 2001 BR32              | 20 de gener de 2001    | Socorro              | LINEAR                                  |
| 415795 | 2001 CE49              | 1 de febrer de 2001    | Anderson Mesa        | LONEOS                                  |
| 415796 | 2001 DD102             | 16 de febrer de 2001   | Socorro              | LINEAR                                  |
| 415797 | 2001 EP18              | 14 de març de 2001     | Anderson Mesa        | LONEOS                                  |
| 415798 | 2001 FB150             | 22 de febrer de 2001   | Socorro              | LINEAR                                  |
| 415799 | 2001 FY193             | 20 de març de 2001     | Anderson Mesa        | LONEOS                                  |
| 415800 | 2001 FA204             | 21 de març de 2001     | Kitt Peak            | SKADS                                   |

## 415801-415900
| Nom    | Designació provisional | Data de descobriment   | Lloc de descobriment | Descobridor/s  |
| ------ | ---------------------- | ---------------------- | -------------------- | -------------- |
| 415801 | 2001 FF205             | 21 de març de 2001     | Kitt Peak            | SKADS          |
| 415802 | 2001 JT2               | 15 de maig de 2001     | Anderson Mesa        | LONEOS         |
| 415803 | 2001 MY25              | 15 de juny de 2001     | Kitt Peak            | Spacewatch     |
| 415804 | 2001 OW15              | 18 de juliol de 2001   | Palomar              | NEAT           |
| 415805 | 2001 OW22              | 18 de juliol de 2001   | Palomar              | NEAT           |
| 415806 | 2001 PS                | 6 d'agost de 2001      | Haleakala            | NEAT           |
| 415807 | 2001 PH24              | 11 d'agost de 2001     | Haleakala            | NEAT           |
| 415808 | 2001 PY30              | 10 d'agost de 2001     | Palomar              | NEAT           |
| 415809 | 2001 PX31              | 10 d'agost de 2001     | Palomar              | NEAT           |
| 415810 | 2001 PD37              | 11 d'agost de 2001     | Palomar              | NEAT           |
| 415811 | 2001 PK49              | 13 d'agost de 2001     | Palomar              | NEAT           |
| 415812 | 2001 PT52              | 14 d'agost de 2001     | Palomar              | NEAT           |
| 415813 | 2001 PT65              | 14 d'agost de 2001     | Palomar              | NEAT           |
| 415814 | 2001 PQ67              | 12 d'agost de 2001     | Palomar              | NEAT           |
| 415815 | 2001 QY48              | 16 d'agost de 2001     | Socorro              | LINEAR         |
| 415816 | 2001 QT71              | 21 d'agost de 2001     | Emerald Lane         | L. Ball        |
| 415817 | 2001 QW89              | 16 d'agost de 2001     | Palomar              | NEAT           |
| 415818 | 2001 QX151             | 26 d'agost de 2001     | Socorro              | LINEAR         |
| 415819 | 2001 QY151             | 26 d'agost de 2001     | Socorro              | LINEAR         |
| 415820 | 2001 QJ154             | 30 d'agost de 2001     | Ondřejov             | L. Šarounová   |
| 415821 | 2001 QS166             | 24 d'agost de 2001     | Haleakala            | NEAT           |
| 415822 | 2001 QG170             | 23 d'agost de 2001     | Socorro              | LINEAR         |
| 415823 | 2001 QE172             | 25 d'agost de 2001     | Socorro              | LINEAR         |
| 415824 | 2001 QD186             | 21 d'agost de 2001     | Haleakala            | NEAT           |
| 415825 | 2001 QL239             | 24 d'agost de 2001     | Socorro              | LINEAR         |
| 415826 | 2001 QK245             | 24 d'agost de 2001     | Socorro              | LINEAR         |
| 415827 | 2001 QX253             | 25 d'agost de 2001     | Anderson Mesa        | LONEOS         |
| 415828 | 2001 QL266             | 20 d'agost de 2001     | Socorro              | LINEAR         |
| 415829 | 2001 QJ267             | 20 d'agost de 2001     | Socorro              | LINEAR         |
| 415830 | 2001 RV4               | 8 de setembre de 2001  | Socorro              | LINEAR         |
| 415831 | 2001 RO7               | 7 de setembre de 2001  | Socorro              | LINEAR         |
| 415832 | 2001 RS14              | 10 de setembre de 2001 | Socorro              | LINEAR         |
| 415833 | 2001 RF28              | 7 de setembre de 2001  | Socorro              | LINEAR         |
| 415834 | 2001 RM42              | 11 de setembre de 2001 | Socorro              | LINEAR         |
| 415835 | 2001 RA62              | 12 de setembre de 2001 | Socorro              | LINEAR         |
| 415836 | 2001 RW72              | 10 de setembre de 2001 | Socorro              | LINEAR         |
| 415837 | 2001 RH83              | 11 de setembre de 2001 | Anderson Mesa        | LONEOS         |
| 415838 | 2001 RN96              | 12 de setembre de 2001 | Kitt Peak            | Spacewatch     |
| 415839 | 2001 RN116             | 12 de setembre de 2001 | Socorro              | LINEAR         |
| 415840 | 2001 RO133             | 12 de setembre de 2001 | Socorro              | LINEAR         |
| 415841 | 2001 RS150             | 11 de setembre de 2001 | Anderson Mesa        | LONEOS         |
| 415842 | 2001 SM7               | 18 de setembre de 2001 | Kitt Peak            | Spacewatch     |
| 415843 | 2001 SM18              | 16 de setembre de 2001 | Socorro              | LINEAR         |
| 415844 | 2001 SD60              | 17 de setembre de 2001 | Socorro              | LINEAR         |
| 415845 | 2001 SC65              | 17 de setembre de 2001 | Socorro              | LINEAR         |
| 415846 | 2001 SA69              | 17 de setembre de 2001 | Socorro              | LINEAR         |
| 415847 | 2001 SF74              | 19 de setembre de 2001 | Anderson Mesa        | LONEOS         |
| 415848 | 2001 SQ78              | 19 de setembre de 2001 | Socorro              | LINEAR         |
| 415849 | 2001 SR79              | 20 de setembre de 2001 | Socorro              | LINEAR         |
| 415850 | 2001 SA82              | 20 de setembre de 2001 | Socorro              | LINEAR         |
| 415851 | 2001 SH97              | 11 de setembre de 2001 | Kitt Peak            | Spacewatch     |
| 415852 | 2001 SN97              | 20 de setembre de 2001 | Socorro              | LINEAR         |
| 415853 | 2001 SM103             | 20 de setembre de 2001 | Socorro              | LINEAR         |
| 415854 | 2001 ST103             | 12 de setembre de 2001 | Kitt Peak            | Spacewatch     |
| 415855 | 2001 SA117             | 11 de setembre de 2001 | Anderson Mesa        | LONEOS         |
| 415856 | 2001 SB124             | 16 de setembre de 2001 | Socorro              | LINEAR         |
| 415857 | 2001 SM132             | 16 de setembre de 2001 | Socorro              | LINEAR         |
| 415858 | 2001 SA137             | 16 de setembre de 2001 | Socorro              | LINEAR         |
| 415859 | 2001 SE142             | 16 de setembre de 2001 | Socorro              | LINEAR         |
| 415860 | 2001 ST150             | 17 de setembre de 2001 | Socorro              | LINEAR         |
| 415861 | 2001 SO159             | 17 de setembre de 2001 | Socorro              | LINEAR         |
| 415862 | 2001 SV159             | 17 de setembre de 2001 | Socorro              | LINEAR         |
| 415863 | 2001 SQ164             | 17 de setembre de 2001 | Socorro              | LINEAR         |
| 415864 | 2001 SH172             | 16 de setembre de 2001 | Socorro              | LINEAR         |
| 415865 | 2001 SE173             | 16 de setembre de 2001 | Socorro              | LINEAR         |
| 415866 | 2001 SP194             | 19 de setembre de 2001 | Socorro              | LINEAR         |
| 415867 | 2001 SR196             | 19 de setembre de 2001 | Socorro              | LINEAR         |
| 415868 | 2001 SJ216             | 19 de setembre de 2001 | Socorro              | LINEAR         |
| 415869 | 2001 SD268             | 25 de setembre de 2001 | Desert Eagle         | W. K. Y. Yeung |
| 415870 | 2001 SA276             | 26 de setembre de 2001 | Socorro              | LINEAR         |
| 415871 | 2001 SM278             | 21 de setembre de 2001 | Anderson Mesa        | LONEOS         |
| 415872 | 2001 SN282             | 21 de setembre de 2001 | Socorro              | LINEAR         |
| 415873 | 2001 SY293             | 19 de setembre de 2001 | Socorro              | LINEAR         |
| 415874 | 2001 SZ295             | 8 de setembre de 2001  | Socorro              | LINEAR         |
| 415875 | 2001 SE297             | 12 de setembre de 2001 | Socorro              | LINEAR         |
| 415876 | 2001 SY302             | 25 d'agost de 2001     | Kitt Peak            | Spacewatch     |
| 415877 | 2001 SC312             | 20 de setembre de 2001 | Socorro              | LINEAR         |
| 415878 | 2001 SR323             | 25 de setembre de 2001 | Socorro              | LINEAR         |
| 415879 | 2001 SV324             | 16 de setembre de 2001 | Socorro              | LINEAR         |
| 415880 | 2001 SZ328             | 19 de setembre de 2001 | Kitt Peak            | Spacewatch     |
| 415881 | 2001 ST337             | 20 de setembre de 2001 | Kitt Peak            | Spacewatch     |
| 415882 | 2001 SJ340             | 21 de setembre de 2001 | Anderson Mesa        | LONEOS         |
| 415883 | 2001 SU353             | 28 de setembre de 2001 | Palomar              | NEAT           |
| 415884 | 2001 TU                | 6 d'octubre de 2001    | Socorro              | LINEAR         |
| 415885 | 2001 TG17              | 14 d'octubre de 2001   | Socorro              | LINEAR         |
| 415886 | 2001 TY25              | 14 d'octubre de 2001   | Socorro              | LINEAR         |
| 415887 | 2001 TV28              | 14 d'octubre de 2001   | Socorro              | LINEAR         |
| 415888 | 2001 TD58              | 13 d'octubre de 2001   | Socorro              | LINEAR         |
| 415889 | 2001 TJ85              | 14 d'octubre de 2001   | Socorro              | LINEAR         |
| 415890 | 2001 TK90              | 14 d'octubre de 2001   | Socorro              | LINEAR         |
| 415891 | 2001 TS92              | 14 d'octubre de 2001   | Socorro              | LINEAR         |
| 415892 | 2001 TV97              | 14 d'octubre de 2001   | Socorro              | LINEAR         |
| 415893 | 2001 TR99              | 14 d'octubre de 2001   | Socorro              | LINEAR         |
| 415894 | 2001 TH140             | 10 d'octubre de 2001   | Palomar              | NEAT           |
| 415895 | 2001 TK145             | 10 d'octubre de 2001   | Palomar              | NEAT           |
| 415896 | 2001 TH181             | 14 d'octubre de 2001   | Socorro              | LINEAR         |
| 415897 | 2001 TW185             | 14 d'octubre de 2001   | Socorro              | LINEAR         |
| 415898 | 2001 TT192             | 14 d'octubre de 2001   | Socorro              | LINEAR         |
| 415899 | 2001 TS198             | 11 d'octubre de 2001   | Socorro              | LINEAR         |
| 415900 | 2001 TM206             | 11 d'octubre de 2001   | Socorro              | LINEAR         |

## 415901-416000
| Nom    | Designació provisional | Data de descobriment   | Lloc de descobriment | Descobridor/s |
| ------ | ---------------------- | ---------------------- | -------------------- | ------------- |
| 415901 | 2001 TS215             | 13 d'octubre de 2001   | Palomar              | NEAT          |
| 415902 | 2001 TJ219             | 14 d'octubre de 2001   | Anderson Mesa        | LONEOS        |
| 415903 | 2001 TB223             | 14 d'octubre de 2001   | Socorro              | LINEAR        |
| 415904 | 2001 TZ227             | 15 d'octubre de 2001   | Haleakala            | NEAT          |
| 415905 | 2001 TU262             | 12 d'octubre de 2001   | Palomar              | NEAT          |
| 415906 | 2001 TW262             | 12 d'octubre de 2001   | Palomar              | NEAT          |
| 415907 | 2001 UU21              | 10 de setembre de 2001 | Anderson Mesa        | LONEOS        |
| 415908 | 2001 UP23              | 18 d'octubre de 2001   | Socorro              | LINEAR        |
| 415909 | 2001 UL28              | 16 d'octubre de 2001   | Socorro              | LINEAR        |
| 415910 | 2001 UB29              | 16 d'octubre de 2001   | Socorro              | LINEAR        |
| 415911 | 2001 UY41              | 17 d'octubre de 2001   | Socorro              | LINEAR        |
| 415912 | 2001 UH62              | 17 d'octubre de 2001   | Socorro              | LINEAR        |
| 415913 | 2001 UQ63              | 18 d'octubre de 2001   | Socorro              | LINEAR        |
| 415914 | 2001 UO84              | 20 de setembre de 2001 | Socorro              | LINEAR        |
| 415915 | 2001 UC106             | 20 d'octubre de 2001   | Socorro              | LINEAR        |
| 415916 | 2001 UP132             | 20 d'octubre de 2001   | Socorro              | LINEAR        |
| 415917 | 2001 UH143             | 23 d'octubre de 2001   | Socorro              | LINEAR        |
| 415918 | 2001 UH148             | 23 d'octubre de 2001   | Socorro              | LINEAR        |
| 415919 | 2001 UE155             | 23 d'octubre de 2001   | Socorro              | LINEAR        |
| 415920 | 2001 UB157             | 23 d'octubre de 2001   | Socorro              | LINEAR        |
| 415921 | 2001 UK160             | 23 d'octubre de 2001   | Socorro              | LINEAR        |
| 415922 | 2001 UV187             | 17 d'octubre de 2001   | Kitt Peak            | Spacewatch    |
| 415923 | 2001 US190             | 19 de setembre de 2001 | Kitt Peak            | Spacewatch    |
| 415924 | 2001 UD198             | 19 d'octubre de 2001   | Palomar              | NEAT          |
| 415925 | 2001 UG210             | 21 d'octubre de 2001   | Socorro              | LINEAR        |
| 415926 | 2001 UA214             | 23 d'octubre de 2001   | Socorro              | LINEAR        |
| 415927 | 2001 UG215             | 23 d'octubre de 2001   | Socorro              | LINEAR        |
| 415928 | 2001 UZ228             | 16 d'octubre de 2001   | Palomar              | NEAT          |
| 415929 | 2001 VV48              | 9 de novembre de 2001  | Socorro              | LINEAR        |
| 415930 | 2001 VL49              | 10 de novembre de 2001 | Socorro              | LINEAR        |
| 415931 | 2001 VQ58              | 10 de novembre de 2001 | Socorro              | LINEAR        |
| 415932 | 2001 VS68              | 11 de novembre de 2001 | Socorro              | LINEAR        |
| 415933 | 2001 VV78              | 11 de novembre de 2001 | Socorro              | LINEAR        |
| 415934 | 2001 VG103             | 12 de novembre de 2001 | Socorro              | LINEAR        |
| 415935 | 2001 VF112             | 12 de novembre de 2001 | Socorro              | LINEAR        |
| 415936 | 2001 WP5               | 18 de novembre de 2001 | Haleakala            | NEAT          |
| 415937 | 2001 WB6               | 17 de novembre de 2001 | Socorro              | LINEAR        |
| 415938 | 2001 WA9               | 17 de novembre de 2001 | Socorro              | LINEAR        |
| 415939 | 2001 WH11              | 17 de novembre de 2001 | Socorro              | LINEAR        |
| 415940 | 2001 WC21              | 18 de novembre de 2001 | Socorro              | LINEAR        |
| 415941 | 2001 WK41              | 17 de novembre de 2001 | Socorro              | LINEAR        |
| 415942 | 2001 WW41              | 18 de novembre de 2001 | Socorro              | LINEAR        |
| 415943 | 2001 WM54              | 19 de novembre de 2001 | Socorro              | LINEAR        |
| 415944 | 2001 WY56              | 19 de novembre de 2001 | Socorro              | LINEAR        |
| 415945 | 2001 WQ91              | 21 de novembre de 2001 | Socorro              | LINEAR        |
| 415946 | 2001 WD96              | 20 de novembre de 2001 | Kitt Peak            | Spacewatch    |
| 415947 | 2001 WS97              | 18 de novembre de 2001 | Haleakala            | NEAT          |
| 415948 | 2001 WE102             | 18 de novembre de 2001 | Kitt Peak            | Spacewatch    |
| 415949 | 2001 XY10              | 11 de desembre de 2001 | Socorro              | LINEAR        |
| 415950 | 2001 XZ13              | 9 de desembre de 2001  | Socorro              | LINEAR        |
| 415951 | 2001 XU17              | 9 de desembre de 2001  | Socorro              | LINEAR        |
| 415952 | 2001 XG31              | 11 de desembre de 2001 | Socorro              | LINEAR        |
| 415953 | 2001 XM31              | 11 de desembre de 2001 | Socorro              | LINEAR        |
| 415954 | 2001 XZ38              | 9 de desembre de 2001  | Socorro              | LINEAR        |
| 415955 | 2001 XY39              | 9 de desembre de 2001  | Socorro              | LINEAR        |
| 415956 | 2001 XY75              | 11 de desembre de 2001 | Socorro              | LINEAR        |
| 415957 | 2001 XG102             | 11 de desembre de 2001 | Socorro              | LINEAR        |
| 415958 | 2001 XO103             | 21 de novembre de 2001 | Socorro              | LINEAR        |
| 415959 | 2001 XP110             | 11 de desembre de 2001 | Socorro              | LINEAR        |
| 415960 | 2001 XV112             | 11 de desembre de 2001 | Socorro              | LINEAR        |
| 415961 | 2001 XK137             | 14 de desembre de 2001 | Socorro              | LINEAR        |
| 415962 | 2001 XL139             | 14 de desembre de 2001 | Socorro              | LINEAR        |
| 415963 | 2001 XN142             | 17 de novembre de 2001 | Kitt Peak            | Spacewatch    |
| 415964 | 2001 XE182             | 14 de desembre de 2001 | Socorro              | LINEAR        |
| 415965 | 2001 XA206             | 11 de desembre de 2001 | Socorro              | LINEAR        |
| 415966 | 2001 XY214             | 13 de desembre de 2001 | Socorro              | LINEAR        |
| 415967 | 2001 XG218             | 12 de novembre de 2001 | Socorro              | LINEAR        |
| 415968 | 2001 XO218             | 15 d'octubre de 2001   | Socorro              | LINEAR        |
| 415969 | 2001 XJ221             | 15 de desembre de 2001 | Socorro              | LINEAR        |
| 415970 | 2001 XW224             | 15 de desembre de 2001 | Socorro              | LINEAR        |
| 415971 | 2001 XF228             | 15 de desembre de 2001 | Socorro              | LINEAR        |
| 415972 | 2001 XH248             | 14 de desembre de 2001 | Kitt Peak            | Spacewatch    |
| 415973 | 2001 XM262             | 9 de novembre de 2001  | Socorro              | LINEAR        |
| 415974 | 2001 YV1               | 18 de desembre de 2001 | Socorro              | LINEAR        |
| 415975 | 2001 YS2               | 17 de desembre de 2001 | Socorro              | LINEAR        |
| 415976 | 2001 YU29              | 18 de desembre de 2001 | Socorro              | LINEAR        |
| 415977 | 2001 YZ71              | 18 de desembre de 2001 | Socorro              | LINEAR        |
| 415978 | 2001 YL73              | 18 de desembre de 2001 | Socorro              | LINEAR        |
| 415979 | 2001 YX82              | 18 de desembre de 2001 | Socorro              | LINEAR        |
| 415980 | 2001 YZ90              | 17 de desembre de 2001 | Palomar              | NEAT          |
| 415981 | 2001 YK98              | 17 de desembre de 2001 | Socorro              | LINEAR        |
| 415982 | 2001 YN99              | 17 de desembre de 2001 | Socorro              | LINEAR        |
| 415983 | 2001 YB116             | 17 de desembre de 2001 | Socorro              | LINEAR        |
| 415984 | 2001 YH133             | 22 de desembre de 2001 | Socorro              | LINEAR        |
| 415985 | 2001 YH134             | 17 de desembre de 2001 | Socorro              | LINEAR        |
| 415986 | 2002 AT5               | 9 de gener de 2002     | Socorro              | LINEAR        |
| 415987 | 2002 AE9               | 11 de gener de 2002    | Socorro              | LINEAR        |
| 415988 | 2002 AU15              | 12 de gener de 2002    | Socorro              | LINEAR        |
| 415989 | 2002 AC19              | 6 de gener de 2002     | Socorro              | LINEAR        |
| 415990 | 2002 AJ21              | 9 de gener de 2002     | Socorro              | LINEAR        |
| 415991 | 2002 AU43              | 9 de gener de 2002     | Socorro              | LINEAR        |
| 415992 | 2002 AT49              | 9 de gener de 2002     | Socorro              | LINEAR        |
| 415993 | 2002 AL55              | 18 de desembre de 2001 | Socorro              | LINEAR        |
| 415994 | 2002 AR62              | 11 de gener de 2002    | Socorro              | LINEAR        |
| 415995 | 2002 AK67              | 15 de gener de 2002    | Socorro              | LINEAR        |
| 415996 | 2002 AT69              | 8 de gener de 2002     | Socorro              | LINEAR        |
| 415997 | 2002 AJ105             | 9 de gener de 2002     | Socorro              | LINEAR        |
| 415998 | 2002 AT108             | 9 de gener de 2002     | Socorro              | LINEAR        |
| 415999 | 2002 AH124             | 9 de gener de 2002     | Socorro              | LINEAR        |
| 416000 | 2002 AO151             | 14 de gener de 2002    | Socorro              | LINEAR        |